# Východní fronta (druhá světová válka)
Východní fronta druhé světové války vznikla napadením Sovětského svazu Německem (operace Barbarossa) a zanikla kapitulací Německa. V letech 1941–1943 byla jedinou frontou v Evropě a až do konce války byla hlavní frontou. I po otevření západní fronty v Normandii v červnu 1944 až do konce války vázala přes 65 % sil nacistického Německa a jeho evropských spojenců. V Sovětském svazu, v Rusku a v dalších jeho nástupnických státech se pro Východní frontu (v letech 1941–1945) užívá pojem Velká vlastenecká válka.
Velká vlastenecká válka vypukla v ranních hodinách 22. června 1941, kdy Německo přepadlo bez vyhlášení války Sovětský svaz, s nímž o necelé dva roky dříve uzavřelo Pakt Ribbentrop–Molotov a následně smlouvu o přátelství, spolupráci a vymezení demarkační linie. 23. června vyhlásilo válku SSSR Slovensko, o čtyři dny později se na podkladě incidentu zorganizovaného Němci[zdroj?] připojilo Maďarsko. 4. července se k útoku na SSSR přidalo i Rumunsko a v srpnu Itálie, později španělská Modrá divize. Němci v září oblehli Leningrad a útok poté vyvrcholil bitvou o Moskvu. 6. prosince 1941 však přešla sovětská vojska do protiútoku a německé plány na dobytí klíčových měst a porážky SSSR do konce roku 1941 se neuskutečnily.
Na jaře roku 1942 byly boje obnoveny, německá letní ofenzíva začala 28. června a německá vojska postoupila k Stalingradu, na Kavkaz a obsadila Krym. V září začala bitva u Stalingradu, které se na německé straně účastnilo milión a na straně sovětské půldruhého miliónu vojáků. Skončila 30. ledna 1943 kapitulací obklíčené německé armády polního maršála Friedricha Pauluse. Poté Rudá armáda započala postup na Kursk, Charkov a Rostov na Donu. V březnu zahájily německé jednotky protiofenzívu, při které dobyly Charkov zpět. V tomto období do bojů poprvé zasáhla československá vojska, která byla spojenci Sovětů v boji proti nacistickému Německu. 5. července 1943 zahájila německá armáda operaci Citadela, a začala tak bitva v Kurském oblouku, která vyvrcholila 12. července u Prochorovky největší tankovou bitvou v dějinách lidstva. Protiútokem u Kurska zahájila sovětská vojska operaci Kutuzov, která pokračovala tažením k řece Dněpr, kterou Hitler považoval za nedobytný východní val. V září 1943 však sovětská vojska na několika místech řeku Dněpr překročila a počátkem listopadu osvobodila za spoluúčasti československých vojsk Kyjev.
Útok na německé jednotky v okolí Leningradu v lednu 1944 prolomil blokádu města, která trvala 882 dní. Počátkem roku byly v SSSR zformovány polské vojenské jednotky dekretem polských komunistů, vedených agentem NKVD Bolesławem Bierutem a dosazených Stalinem, které se tak vedle čs. jednotek staly dalším spojencem Sovětského svazu, ačkoliv polská armáda byla vytvořena v SSSR již dříve v srpnu 1941 pod vedením Władysława Anderse rozhodnutím všemi spojenci uznávavané polské exilové vlády v Londýně. V den výročí napadení SSSR Německem 22. června zahájila Rudá armáda operaci Bagration. Této velké letní ofenzívy, jejíž součástí byla i lvovsko-sandoměřská operace, se účastnilo na sovětské straně 3 600 000 a na německé straně 1 700 000 vojáků, takže šlo o největší vojenskou operaci druhé světové války. Koncem srpna se uskutečnila jašsko-kišiněvská operace, při níž sovětská vojska pronikla do Moldávie a do Rumunska; to uzavřelo se SSSR mír a jeho vojska se přidala na sovětskou stranu. Do konce roku 1944 obsadila Rudá armáda Bulharsko, které bylo německým spojencem, pomohla osvobodit Jugoslávii a pronikla na území Maďarska a východního Pruska.
12. ledna 1945 zahájili Sověti viselsko-oderskou operaci a den poté konečnou fázi útoku na Východní Prusko. Rudá armáda postupovala v Maďarsku, Polsku a na Slovensku, na jaře pronikla do Rakouska a na Moravu. 16. dubna začala bitva o Berlín, která skončila kapitulací berlínské posádky 2. května 1945. 8. května 1945 podepsali Němci za přítomnosti zástupců SSSR, USA, Velké Británie a Francie oficiální kapitulační akt, ovšem některé jednotky německých vojsk v Čechách a v Rakousku kladly odpor až do druhé dekády měsíce května, kdy zazněly poslední výstřely na východní frontě 2. světové války v Evropě.

## Politická situace

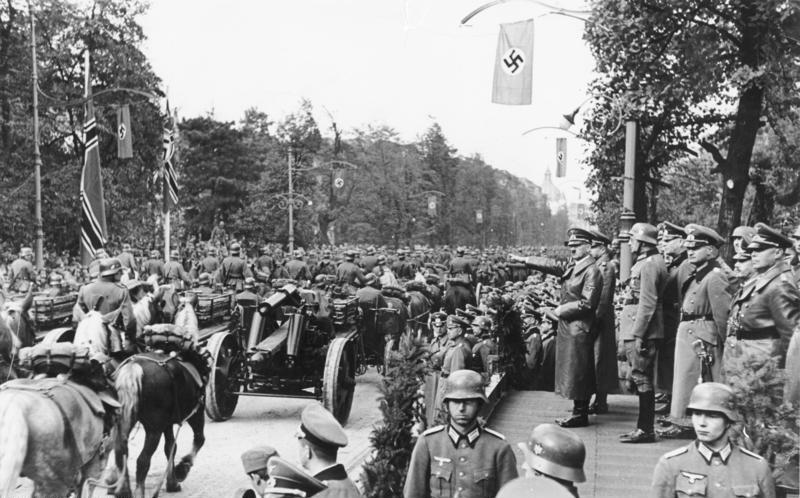
Hitler vzhlíží na německá vojska okupující Varšavu 5. října 1939

Po hospodářské krizi se ve 30. letech v Německu dostala k moci nacistická strana NSDAP, která pod vedením Adolfa Hitlera zahájila přípravy na odvetu za porážku Německa v první světové válce. Země, které byly vítězi první světové války (Spojené království, Francie a USA), svou politikou Appeasementu nepodnikly proti vzrůstajícímu německému militarismu žádné kroky. Nečinně přihlížely, jak německý nacionální socialismus šlape po Versailleské smlouvě, obsazuje demilitarizované Porýní nebo podporuje nacionalistického španělského povstalce Franca. V březnu 1938 německá vojska anektovala Rakousko. Ve dnech 29. až 30. září 1938 svolali v Mnichově Německo, Itálie, Spojené království a Francie jednání, jehož výsledkem byla Mnichovská dohoda, ve které tyto země rozhodly o odtržení Sudet od Československa. Na tomto území, kde žila významná německá menšina se také nacházela linie opevnění, která mohla v případě ozbrojeného konfliktu ochránit zemi před agresí Německa. Bývalé Dohodové velmoci přitom odmítly Československu pomoci při obraně před německými územními nároky a v případě neuznání výsledků Mnichovské dohody, by nebyly ochotné navzdory podepsaným obranným smlouvám zasáhnout. Následná první vídeňská arbitráž situaci země po ztrátě Podkarpatské Rusi a jižních oblastí Slovenska ještě ztížila. Sovětský svaz deklaroval ochotu zemi vojensky pomoci, neměl s ní však společnou hranici a Polsko ani Rumunsko.případný průchod sovětské armády nepovolily. V březnu 1939 přestalo Československo existovat. Čechy a Moravu obsadila německá vojska a byl vytvořen takzvaný Protektorát Čechy a Morava. Na Slovensku vznikla za přispění Hitlera první slovenská republika.
Těsně před začátkem bojů druhé světové války se Třetí říše a Sovětský svaz v Paktu Ribbentrop–Molotov tajně dohodly na rozdělení Polska a některých dalších zemí, které mezi nimi ležely. Stalin v té době věděl, že Hitler plánuje vést válku proti zemím západní Evropy a tento fakt hodlal využít. Pravděpodobně doufal, že se Německo vyčerpá v bojích s Francií a Spojeným královstvím a on pak může tyto oslabené země napadnout, popřípadě získat čas a připravit se na německý vpád. Pakt měl zajistit SSSR v kritickém období do roku 1942 [zdroj?], kdy mělo být ukončeno plánované přezbrojování Rudé armády. 17. září 1939 se Sovětský svaz připojil k invazi do Polska a vcelku snadno obsadil jeho východní oblasti, sovětští činitelé to oficiálně odůvodňovali snahou ochránit ruské, běloruské a ukrajinské obyvatelstvo v těchto oblastech. Tímto se však pouze zastíral fakt, že SSSR postupoval podle tajné dohody a přímo se tak zúčastnil rozpoutání druhé světové války. Západní spojenci však, na rozdíl od Německa, Sovětskému svazu válku nevyhlásili. Během vpádu do Polska se do rukou Rudé armády vzdalo mnoho polských vojáků a důstojníků. Asi 25 000 z nich, včetně polské inteligence, pak NKVD zastřelila nedaleko Smolenska v Katyňském lese a na dalších místech. Podle dodatků k paktu měl SSSR volnou ruku v některých pobaltských zemích. Stalin následně v průběhu roku 1940 přikázal obsadit Estonsko, Lotyšsko a dokonce i Litvu, které se dodatek netýkal. Sovětská moc v těchto zemích následně rozpoutala krutou perzekuci, v jejímž důsledku přišlo o život nejméně 100 000 lidí. 24. června 1940 Stalin ultimativně požádal Rumunsko o předání Besarábie a Severní Bukoviny a následně byly tyto regiony obsazeny vojsky Rudé armády. V oblasti se nacházela i ložiska ropy, která byla v té době pro Německo nezbytně potřebná pro vedení války.

### Příčiny vypuknutí bojů na východní frontě a stav SSSR

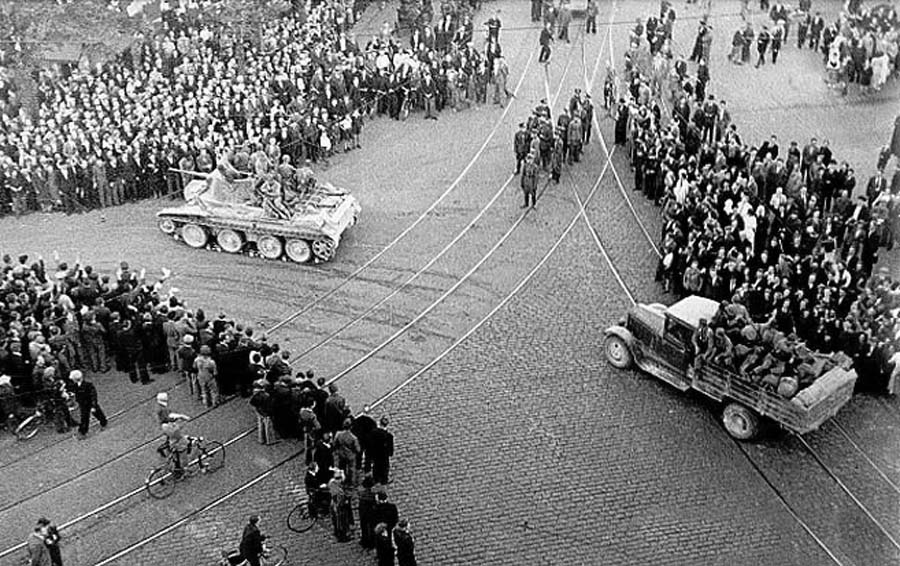
Sovětská vojska okupují Rigu v roce 1940

Hitler ve své knize Mein Kampf psal o potřebě rozšířeného životního prostoru (tzv. Lebensraum) pro německý národ ve Východní Evropě. Představoval si, že Němci jako nadřazený národ osídlí západní Rusko a Rusy, které považoval za méněcenný národ ovládaný Židy, přesídlí na Sibiř. Zbytky původního obyvatelstva by Němci použili jako levnou pracovní sílu. Pro Německo měla válka na východě nejen rasový, ale i významný ideologický rozměr, protože komunisté byli považováni za hlavní nepřátele nacistů. Neméně důležité byly i zahraničněpolitické a státní aspekty, kdy velké množství staré pruské aristokracie, která měla navíc velké slovo v armádě, vidělo v Rusku a později v SSSR nebezpečného souseda, kterého je třeba eliminovat.
Po velkých čistkách, které zasáhly sovětskou společnost a zejména armádu koncem 30. let Hitler předpokládal, že je SSSR vojensky slabý a neschopný efektivně vést válku, a proto by měla být jeho porážka německou armádou poměrně jednoduchá.
Přípravy na vpád do SSSR začaly již v roce 1940. Za politický cíl operace Barbarossa určil Hitler:
- Záchranu západní civilizace před rozpínavostí bolševismu a jeho likvidaci
- Ovládnutí přírodních a lidských zdrojů SSSR pro vedení dalších válek

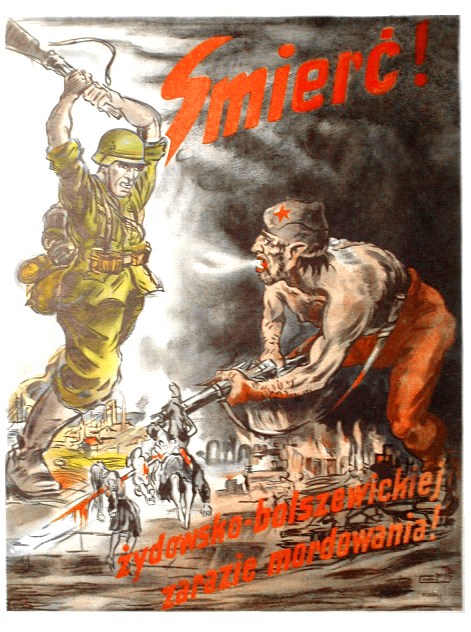
Německá protisovětská propaganda v okupovaném Polsku

Na začátku velké vlastenecké války neviděli úplně všichni občané SSSR v Němcích nepřátele. Mnozí lidé zejména neruského původu, Ukrajinci, Lotyši, Litevci, Estonci, Baltští Němci, Krymští Tataři, kteří se pamatovali na německá vojska z období první světové války, si Němce pamatovali jako civilizované a dobré lidí. Hitler však svou šanci získat si sympatie sovětského obyvatelstva po vpádu do země rychle ztrácel. Už v principu byl nacistický režim nepřátelský, protože si počínal genocidně a byl zaměřen proti Slovanům. Jednotky složené z Ukrajinců, bývalých ruských zajatců nebo Kozáků (či jiných kolaborantů, ne vždy složené na národnostním principu) byly nasazovány pouze z iniciativy německých místních velitelů (jako byl např. Ewald von Kleist na Krymu a Kubáni). Centralizovaná koncepce spojenectví s utlačovanými národy SSSR, jejímž vrcholem byla ROA, vznikla paradoxně až tehdy, když Němci museli ze SSSR ustupovat. To, že se k Hitlerovi připojily i bývalé pobaltské republiky, nebylo nic překvapivého. Ty cítily k Sovětskému svazu pravděpodobně největší odpor ze všech sovětských republik. Přesto, že většina obyvatel pobaltských zemí nebyla tak politicky naivní, aby uvěřila Hitlerovi, předpokládali, že každá změna oproti stalinskému režimu bude jen lepší.
Občané SSSR skutečně nestáli za Stalinem bez výhrad. Důvěra v něj těsně po napadení země a katastrofických porážkách v létě a na podzim 1941 klesla, věděli ale, že pod Hitlerem a nacistickou nadvládou by byla situace asi ještě horší. Odpor k německé agresi následně stoupal, když se příslušníci hitlerovských vojsk (hlavně Einsatzgruppen) ukázali jako brutální vrazi. K soudržnosti, jakou sovětský lid projevil, do značné míry pomohla i prohlášení samotného Stalina, který 3. července 1941 v rozhlase ke svým krajanům promluvil přímo neuvěřitelně: "Soudruzi, občané, bratři a sestry, příslušníci armády a námořnictva! Obracím se na vás přátelé moji! "Tato slova zapadala do ponuré atmosféry těchto dnů..
Sovětský svaz během války navíc uzavřel spojenectví se západními demokraciemi. Mnozí občané Sovětského svazu po sblížení země s Spojeným královstvím a USA během války očekávali, že se poměry v zemi změní. To je ještě více hnalo do boje s nepřáteli.

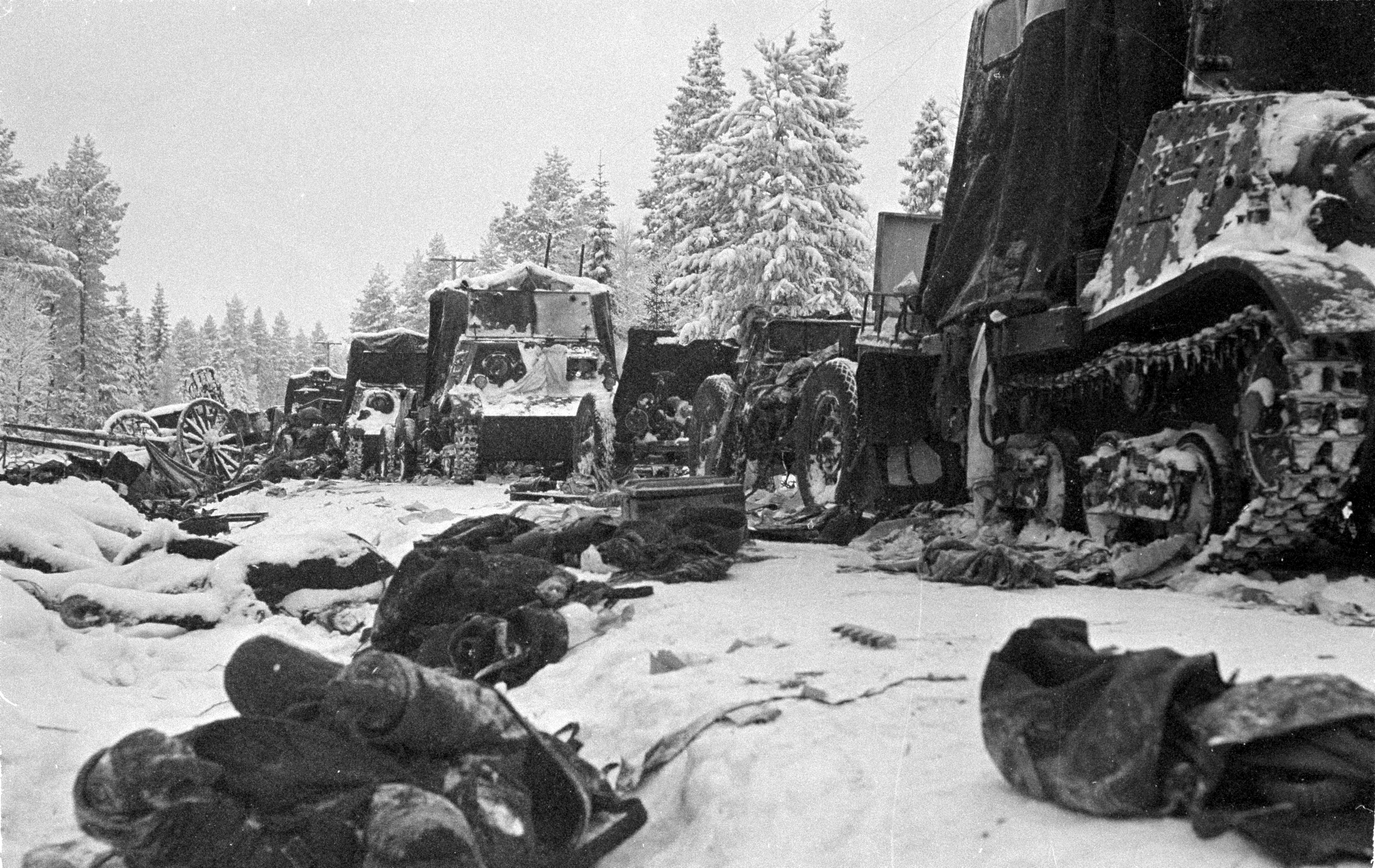
Zničená sovětská kolona během bitvy o Suomussalmi

Na stranu SSSR se postavil i Sergij, loajální moskevský patriarcha pravoslavné církve, kterou přitom bolševici dávno prohlásili za jednoho z nepřátel společnosti a nemilosrdně ji pronásledovali. Okamžitě po napadení země vyzval pravoslavnou církev v zemi, aby aktivně podporovala boj sovětského lidu proti Německu. Církev začala peněžní sbírku, která do roku 1943 sesbírala 200 milionů rublů, za které byla sestavena jedna stíhací peruť a tankový pluk.

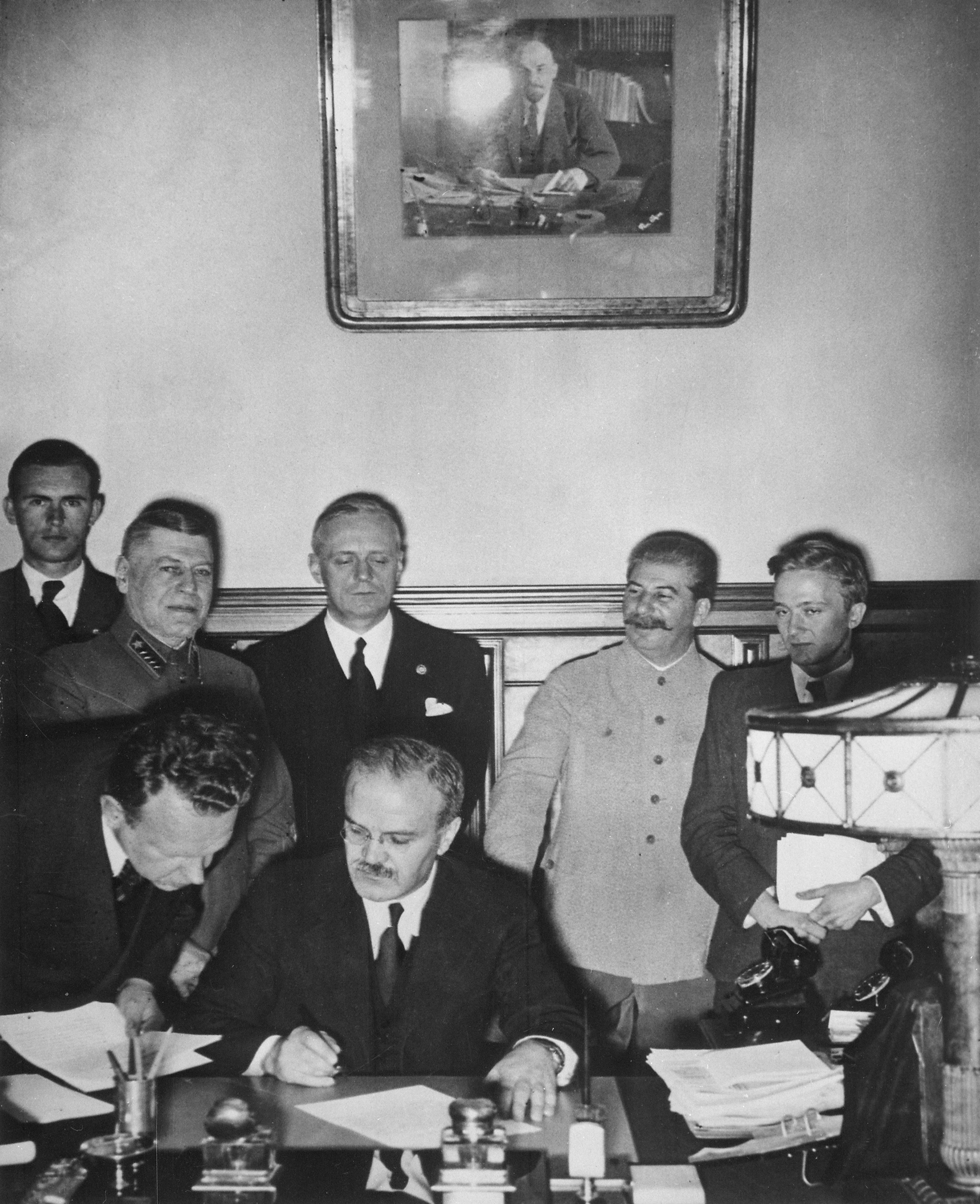
Podpis dohody o přátelství mezi nacistickým Německem a SSSR 23. srpna 1939

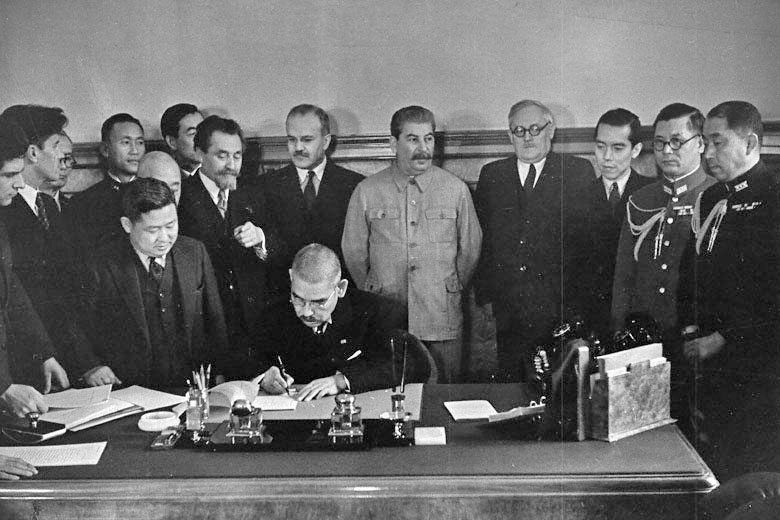
Japonský ministr zahraničí Matsuoka při podpisu sovětsko-japonského neutrálního paktu v dubnu 1941

Na počátku 40. let byla sovětská obranyschopnost silně narušena. Hlavní podíl na tom měly stalinské čistky v armádě, také diletantské zásahy sovětského vedení do organizace armády (například zrušení mechanizovaných sborů, které bylo v létě 1941 třeba narychlo znovu formovat), chyběly zkušení odborníci v tankovém vojsku, v období napadení země se pouze začínali zacvičovat ti, kteří byli k tankovým jednotkám převeleni z jiných druhů vojsk. Nebyly to však jediné slabiny Rudé armády. Sovětským vojskům zoufale chyběla motorizace a díky maršálovi Kulikovi i samopaly. Rudá armáda na hranicích soustředila velké množství zásob, které okamžitě po vpádu padly do rukou Němcům. Za všechny tyto chyby nese plnou odpovědnost Stalin a jeho blízké okolí. Stalin navíc v rozhodujících dnech před napadením SSSR nijak adekvátně nereagoval na příchozí zpravodajské zprávy o přípravě útoku proti zemi. Tyto faktory výraznou měrou podryly bojeschopnost Rudé armády a přispěly k jejímu porážkám na začátku války.
Stalin před začátkem druhé světové války v létě 1937 inicioval brutální čistky v armádě. Ty připravily o život většinu nejvyšších důstojníků: za oběť padli tři z tehdejších pěti maršálů, 11 komisařů obrany, 13 z 15 velitelů armád i všichni velitelé vojenských okruhů. Celkově bylo zatčeno, propuštěno nebo uvězněno asi 35 000 důstojníků Rudé armády. Až následná Zimní válka, ve které početnější a lépe vyzbrojená Rudá armáda dokázala Finy porazit až po půlročních bojích a poměrně vysokých ztrátách, i začátek Velké vlastenecké války ukázal, v jakém stavu se skutečně nachází důstojnický sbor Rudé armády. Některé novodobé zdroje, například Viktor Suvorov však tvrdí, že ve skutečnosti chtěl Stalin napadnout Německo, a právě předválečné čistky a investice do rozvoje hospodářství namísto zbrojení později napomohly SSSR válku vyhrát.
Přes všechny stalinské brutality a přehmaty byl Sovětský svaz v roce 1940 rozvíjející se zemí. Životní úroveň rostla. Luxus sice neexistoval, ale lidé byli dobře oblečeni a v obchodech bylo více zboží než v předešlých obdobích sovětské vlády. Německý vpád následujícího roku tento růst brutálním způsobem přerušil, obyvatelé SSSR se dočkali podobné životní úrovně, jakou dosahovali před rokem 1941 až v 60. letech.
Stalinův teror postihoval ale i lidí, kteří nikdy jeho nepřáteli nebyli. Ti byli likvidováni na základě preventivních čistek a falešných obvinění udavačů, kteří museli plnit "udavačské kvóty". Toto se nedalo utajit a nenávist k Stalinovi se proto pozvolna šířila i mezi obyčejnými lidmi. Situace v zemi byla dobrým politickým základem pro každého útočníka zvenčí. Hitler však tuto výhodu nedokázal využít.
Dalším faktorem byla demontáž Stalinovy linie a přesun jejího vybavení na západ do zatím ještě nedokončené Molotovovy linie. Opevnění Stalinovy linie tvořila původně dobře vybudovanou síť železobetonových pevností, zátarasů a dřevozemných bunkrů, která se táhla od města Pskov na severu, přes východní břehy řeky Berezina, dále na jih do Kyjeva až k Oděse na břehu Černého moře. Byla vybudována v polovině 30. let původně na obranu před případnými útoky kapitalistických zemí ze západu. Ale po rozšíření Sovětského svazu o oblasti, které obsadil podle dodatků k paktu Ribbentrop–Molotov se hranice země přesunuly o stovky kilometrů na západ. Původní Stalinova linie byla opuštěna a její vybavení a výzbroj se přemístila do opevnění, která se začala budovat na nových hranicích. V době napadení Sovětského svazu však téměř žádné z těchto opevnění nebylo dokončeno a tím pádem ani použitelné. Při postupu nacistů hlouběji do vnitrozemí země však jednotky Rudé armády využily i původní opuštěné opevnění Stalinovy linie, například u Kyjeva. Ukázalo se, že kdyby z nich předtím nebyla odvezena původní výzbroj, mohla tato linie výrazně pomoci Sovětům při obraně jejich území.
Na zahraničněpolitické scéně se Stalin po vypuknutí 2. světové války částečně snažil zajistit Sovětský svaz tím, že 13. dubna 1941 uzavřel s Japonskem pakt o neútočení. Později mu tento čin velmi pomohl, když po ujištění rozvědky, že Japonsko nenapadne Sovětský svaz na Dálném východě, stáhl vojska z této oblasti k obraně Moskvy.
Množící se zprávy o tom, že se Německo chystá napadnout Sovětský svaz, se Stalin navenek snažil ignorovat a dělal vše, aby Adolfa Hitlera, s nímž měl uzavřený pakt o neútočení, nevyprovokoval. Velmi přesné zprávy přicházely od Richarda Sorgeho, který dokonce dokázal několik dní před útokem poslat do SSSR zprávu, že se útok začne 22. června. Stalin však žádným zprávám nevěřil a nedovolil vyvíjet prakticky žádnou činnost, která by napovídala, že se sovětská vojska připravují na válku – doufal zřejmě, že tak získá čas. Pouze 19. června dostala sovětská vojska rozkaz, aby rozptýlila svá letadla a maskovala svá pohraniční letiště. Bylo však pozdě. O množících se neúspěších při zlepšování vztahů s Německem jasně mluvila zahraničněpolitická situace, jakož i chladné reakce Hitlera na pokusy o sblížení obou zemí.

### Hitlerovy cíle

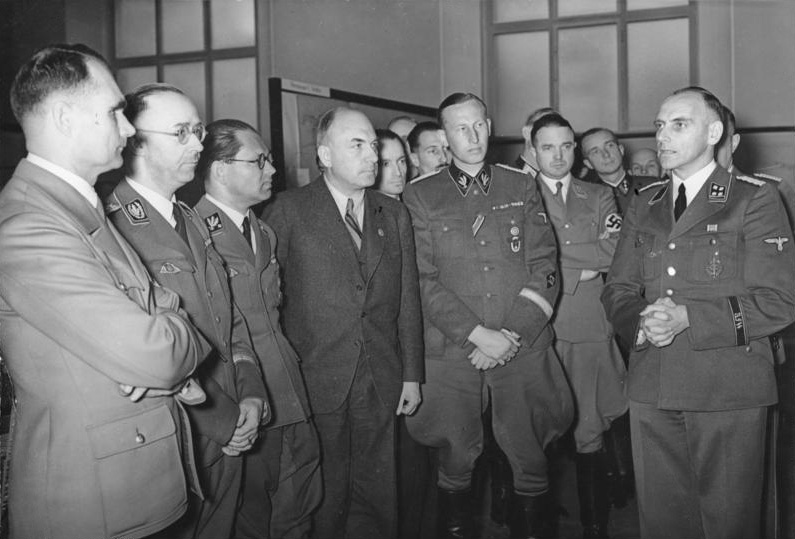
Himmler, Heydrich, Hess a další funkcionáři v březnu 1941 projednávají Generalplan Ost – nacistický plán genocidy Slovanů a německé kolonizace východu.

Hitler vydal před vpádem do SSSR několik rozkazů, které měly výrazný vliv na osud některých kategorií válečných zajatců i obyvatelstva na okupovaných územích:
- 13. března 1941 "Richtlinien auf Sondergebieten zur Weisung Barbarossa" – Himmler dostal plnou moc a prostředky k vyhlazení Židů a sovětské inteligence. Zanedlouho vznikly speciální jednotky Einsatzgruppen, které rozpoutaly na podmaněném území brutální teror.
- 13. května 1941 "Erlaß über die Ausübung der Kriegsgerichtbarkeit im Gebiet Barbarossa" – příslušníci Wehrmachtu nesměli být za činy proti civilnímu obyvatelstvu SSSR voláni k zodpovědnosti – vše se jim povolovalo.
- 19. května 1941 – proti partyzánům, Židům atd. nesmíme brát ohled, za důkaz se považuje i podezření ze spolupráce s nimi
- 6. června 1941 Kommissarbefehl – politické komisaře okamžitě popravit
- 16. června 1941 "Bestimmungen über das Kriegsgefangenenwesen" – válečné zajatce třeba zabít při sebemenším podezření ze zamýšleného odporu

### Plán útoku
Hitler předložil v červenci 1940 svému štábu záměr napadnout na jaře roku 1941 Sovětský svaz. Později jeho ambice stouply na: "Úplné zbavení Sovětského svazu práva na existenci."
Hitler zatím alespoň částečně kamufloval tuto činnost např. přípravou údajného vylodění na Britské ostrovy. Částečně zmátl sovětskou výzvědnou službu i tím že si nepřipravoval žádné zásoby pro boj v zimě (sovětská rozvědka např. sledovala nákupy ovčí kůže na světových trzích). Bylo totiž vyloučeno, že by se mu podařilo SSSR zničit od začátku jara do příchodu zimy. Brzy byly k západním hranicím Sovětského svazu přemístěny velké německé síly. Většina z nich se soustředila ve Východním Prusku a Němci okupovaném Polsku. Původní datum začátku útoku však oddálilo několik příčin. Jednou byla toho roku velmi deštivé jaro. Druhou byl německý útok na Jugoslávii a Řecko, který mohl na poslední chvíli znamenat velké nebezpečí, podobně jako tomu bylo během první světové války. Někteří však poukazují na to, že útok na Jugoslávii a Řecko vázal jen malé německé síly a neměl výrazný vliv na datum konečného vpádu do SSSR. Walther von Brauchitsch, velitel Wehrmachtu, disponoval třemi skupinami armád, z nichž každou podporovala jedna letecká armáda.
- Skupina armád Sever pod velením maršála Wilhelma von Leeb měla za úkol obsadit Leningrad a dojít až k Archangelsku
- Skupina armád Střed pod velením maršála Fedora von Bocka měla postupovat k řece Volha, na trase jejím útoku leželo i hlavní město země Moskva
- Skupina armád Jih pod velením maršála Gerda von Rundstedta měla postupovat jihem SSSR k městu Astrachaň, obsadit Krym, překročit Volhu a odříznout Kavkaz od zbytku země

Přesto, že německé ozbrojené síly měly velké bojové zkušenosti, vynikající velitelský sbor, který je v kombinaci s kvalitní výzbrojí dělal pravděpodobně nejlepší pozemní armádou na světě, je dost diskutabilní, zda měly potenciál zničit Sovětský svaz. Je však také nepopiratelné, že nebýt Hitlerových zásahů do příprav a realizace bojových operací, mohly se boje na východní frontě (jakož i během celé války) vyvíjet podstatně více ve prospěch Třetí říše.

## Strategická ofenzíva Wehrmachtu
V noci z 21. na 22. června 1941 Němci vyzvali sovětského velvyslance Dekanozova, aby v Berlíně urychleně navštívil německé ministerstvo zahraničních věcí. Tam mu o 3. hodině ráno místního času doručili diplomatickou nótu, stejný dokument odevzdal hrabě von der Schulenburg o 5. hodině ráno sovětskému ministrovi zahraničních věcí Molotovovi v Moskvě. V dokumentu byl Sovětský svaz obviněn z podvratné činnosti vůči Německu, Evropě a nepřátelské politiky vůči Třetí říši. Také byl obviněn ze soustředění sil na sovětsko-německých hranicích, což bylo v rozporu se vzájemnými dohodami o přátelství. Dokument rovněž informoval o tom, že německá vláda je nucena na ohrožení svých hranic okamžitě reagovat a Hitler již přijal opatření, aby ozbrojené síly toto nebezpečí silou zlikvidovali. Ještě téhož dne vyhlásila válku Sovětskému svazu Itálie, zanedlouho ho následovaly i ostatní země Osy. O 12:00 v sovětském státním rozhlase vystoupil ministr zahraničních věcí Molotov a informoval obyvatelstvo země, že SSSR byl napaden. Okamžitě po vyhlášení války vyjádřil ministerský předseda Spojeného království Winston Churchill SSSR podporu v boji proti Německu.

### Operace Barbarossa

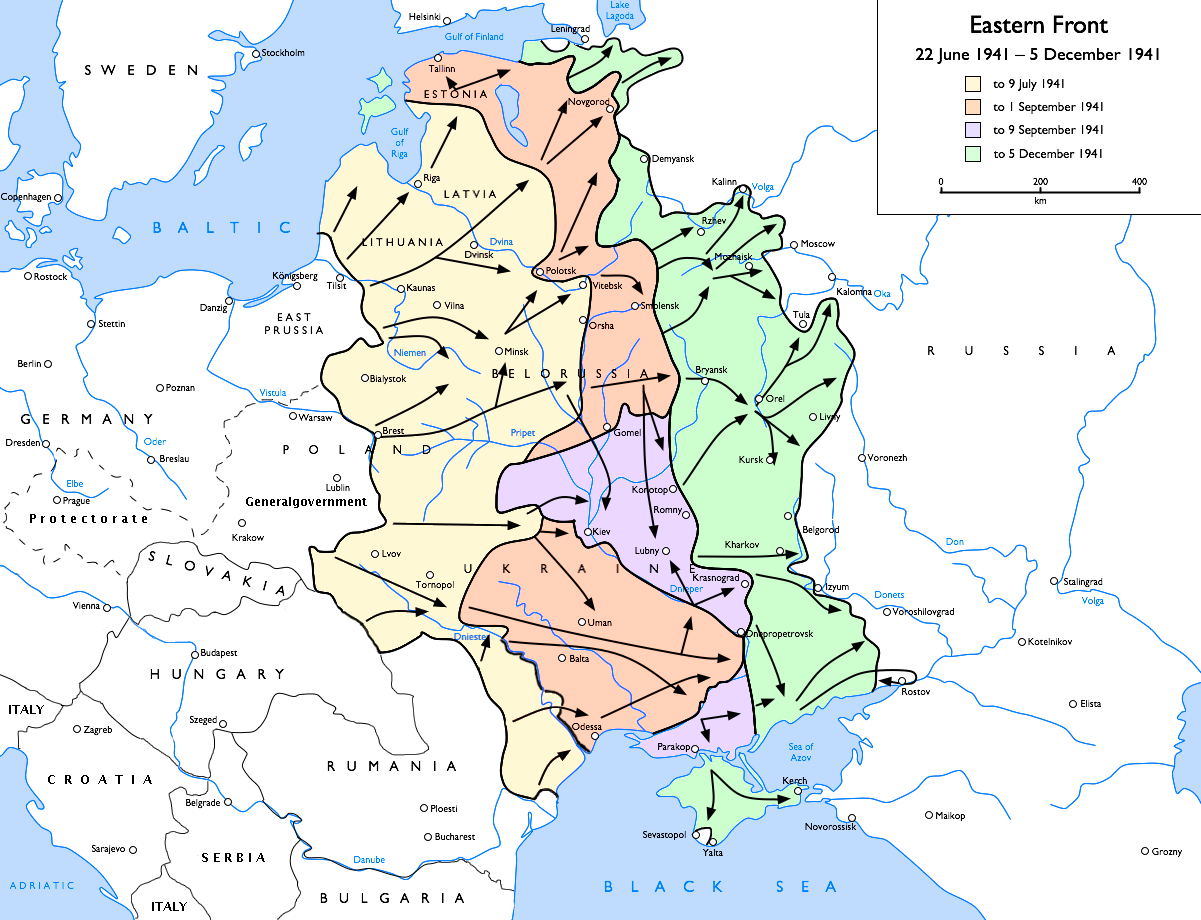
Operace Barbarossa: německá invaze do SSSR, 21. června 1941 do 5. prosince 1941:
do 9. července 1941
do 1. září 1941
do 9. září 1941
do 5. prosince 1941

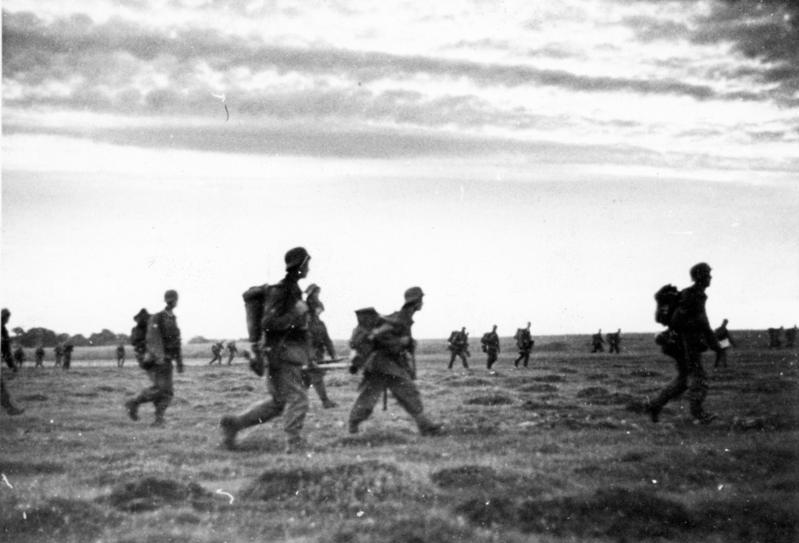
Němečtí horští myslivci během pochodu v blízkosti německo-sovětských hranic, 22. června 1941

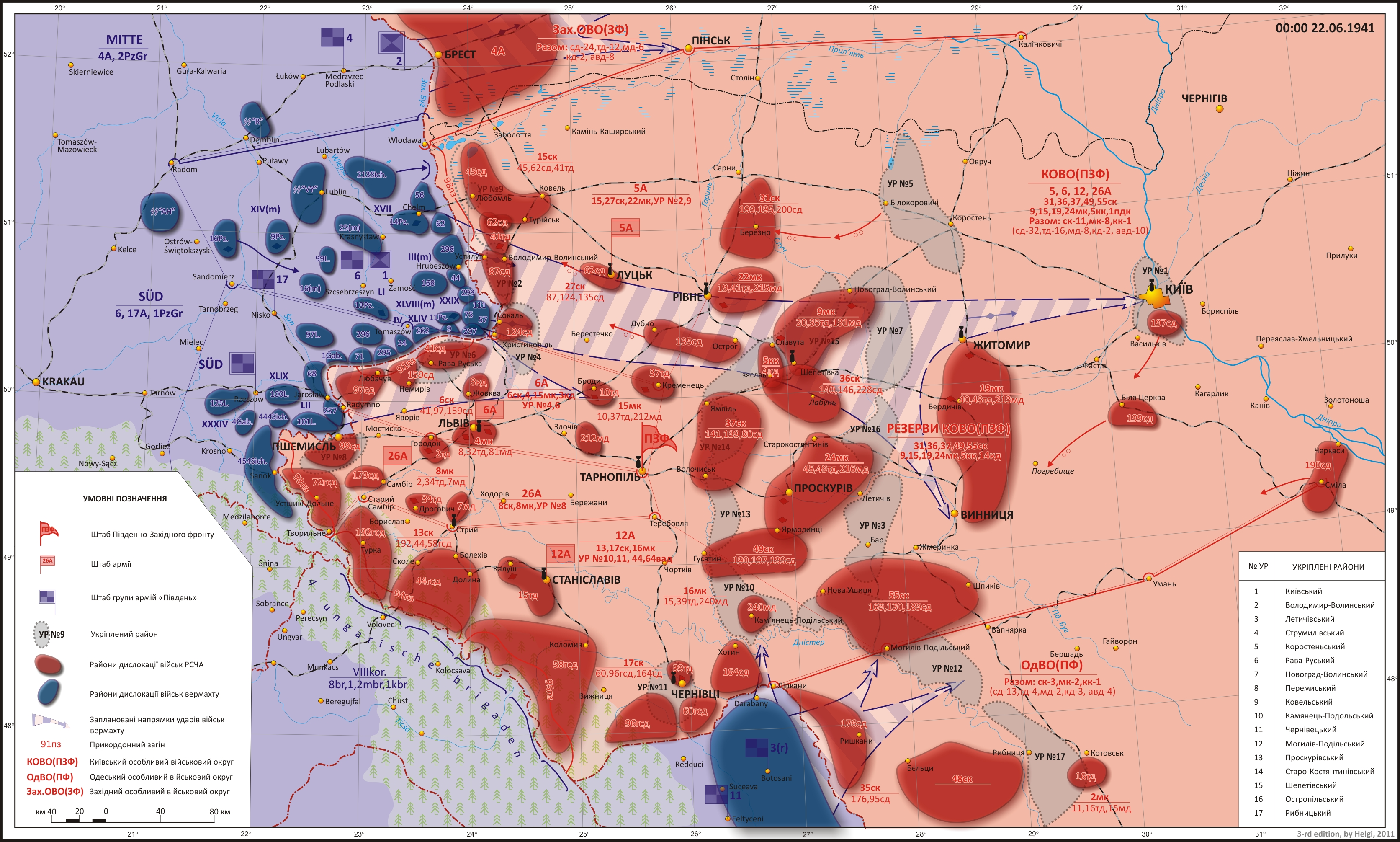
Mapa jihozápadního (ukrajinského) frontu 22. června 1941

22. června 1941 se mezi 3:15 a 4. hodinou ranní začala největší, nejurputnější a nejkrvavější nepřetržitá pozemní kampaň v historii lidstva. Krycí název německé útočné operace zněl operace Barbarossa. I když Stalin o plánovaném útoku věděl, přesto byl opatrný a rozkaz k bojové pohotovosti vydal až několik hodin před německým útokem. Ten však k některým jednotkám vůbec nedorazil, a tak útok sovětská vojska i sovětské politické vedení zaskočil. Teprve 30. června vznikl pod Stalinovým velením Státní výbor obrany.
Po dělostřeleckém ostřelování a leteckém bombardování 22. června ve 4:15 překročili první z více než tři a půl milionu mužů vojsk Osy hranice Sovětského svazu na téměř 1 320 km dlouhé frontě. Útočící vojska měla k dispozici přes 3,6 miliónu vojáků, 50 000 děl a minometů, 3600 tanků a samohybných děl a 2700 bojových letounů. Německá vojska byla při útoku organizována do tří skupin armád (Sever, Střed a Jih), sovětské ozbrojené síly používaly seskupení nazývané fronty (Severozápadní, západní a jihozápadní), které zpočátku přibližně odpovídaly německým skupinám armád. Ale na sklonku bojů roku 1941 Rudá armáda zvýšila celkový počet frontů na úkor jejich síly, takže v pozdějším období se sovětské fronty téměř rovnaly německým armádám.
Sovětské ozbrojené síly byly útokem zaskočeny. Intenzivní odpor od začátku kladly nepočetné jednotky pohraniční stráže, ale ty nebyly dostatečně vybaveny pro boj s tanky a byly proto postupně likvidovány. První těžké boje se rozhořely v oblasti Brestu, kde bylo obklíčeno 11 sovětských divizí. Za několik dní Němci pronikli hluboko do pobaltských republik, obsadili velkou část Běloruska a západně od Minska obklíčili skoro celou 3., 4. a 10. sovětskou armádu. Mezera, která vznikla obklíčením sovětských vojsk v oblasti Minska dovolila Němcům bez těžkého odporu překročit 1. července Daugavu s Dněprem a rychle postupovat dál do sovětského vnitrozemí směrem na Smolensk. Na jižní Ukrajině postupovala německá vojska skupiny armád Jih spolu s rumunskými jednotkami rovinatým terénem, ale čelila mnohem většímu množství sovětských tanků. Zanedlouho obklíčily Oděsu, ale do města zatím nepronikly.
Rozmístění sovětských vojsk při vpádu, podle názoru Ericha von Mansteina, naznačovalo, že dosud ještě nebyly rozmístěny do útočných pozic.
Vojska západních vojenských okruhů byly zatím dislokována v jakési vyčkávací pozici, přičemž však nemuselo nutně trvat dlouho, aby byla na případný útok připravená. Právě fakt, že se Stalin chystá napadnout Německo byl jedním z hlavních argumentů pro útok na SSSR. To však zřejmě nebylo možné dříve než na jaře roku 1942 nebo ještě později v důsledku neukončené reformy a přezbrojování Rudé armády.
23. června 1941 byla vytvořena Stavka hlavního velitelství (od 8. srpna 1941 Stavka vrchního velení), které předsedal národní komisař obrany Semjon Timošenko, ale v jeho kompetenci chyběly mnohé důležité úkoly, které bylo v té době třeba řešit, a proto jej 10. července nahradil sám Stalin. Veškerá moc v zemi se 30. června 1941 soustředila ve Státním výboru obrany, jehož vrchním velitelem se stal od 8. srpna také Stalin. 23. července byla vyhlášena mobilizace.
25. června začali Finové spolu s Němci osvobozovat své ztracené území na Karelské šíji. 29. června se začalo bojovat i na sovětsko-norských hranicích za polárním kruhem. Bylo to poprvé v historii, co se vedly boje i v této nehostinné oblasti.
V červenci a srpnu se skupině armád Sever podařilo postoupit pobaltskými republikami, obsadit Rigu a Pskov. Pokračoval také její postup k Luze a Novgorodu. Po tom, co skupina armád Střed narazila v červenci na tvrdou obranu kolem města Smolensk, se rozhořely v jeho okolí téměř měsíc trvající boje. Němci se pokoušeli obklíčit bránící se sovětskou 16., 19. a 20. armádu a zároveň museli čelit energickým protiútokům, které vedly sovětské jednotky, aby zabránily vlastnímu obklíčení.
8. srpna v noci 15 sovětských dálkových bombardérů DB-3 vystartovalo z Baltského ostrova Ezel a z výšky 7 km bombardovalo nezatemněný Berlín. Všechny stroje se vrátily v pořádku na základnu. Ráno německé noviny uváděly, že město bombardovali Angličané a že bylo sestřeleno 6 anglických letadel. Britský tisk na to zareagoval také, když oznámil, že Němci vydávají podivná prohlášení, protože britské letectvo nad Berlínem 7. ani 8. srpna nelétalo.
Němcům do značné míry pomohly sovětské rozkazy, které nařizovaly nerozvinutým a nepřipraveným vojskům okamžitě vést protiútoky, které v době, kdy nefungovalo stálé spojení s velitelstvími, nebylo možno dostatečně zkoordinovat. Němci znovu aplikovali taktiku bleskové války a neútočili proti silnějším sovětským uskupením čelně, využívali obchvaty a obkličovali rychlými mechanizovanými a tankovými klíny pomaleji manévrující sovětská vojska. Luftwaffe v prvních dnech války zničila postupně většinu sovětského letectva dislokovaného na západě země.
Vzhledem k rychlému postupu německých vojsk byla přijata tato rozhodnutí:
- evakuace obyvatel a zařízení průmyslových závodů do východních oblastí země,
- přechod průmyslové výroby na válečnou výrobu,
- organizování partyzánského boje.

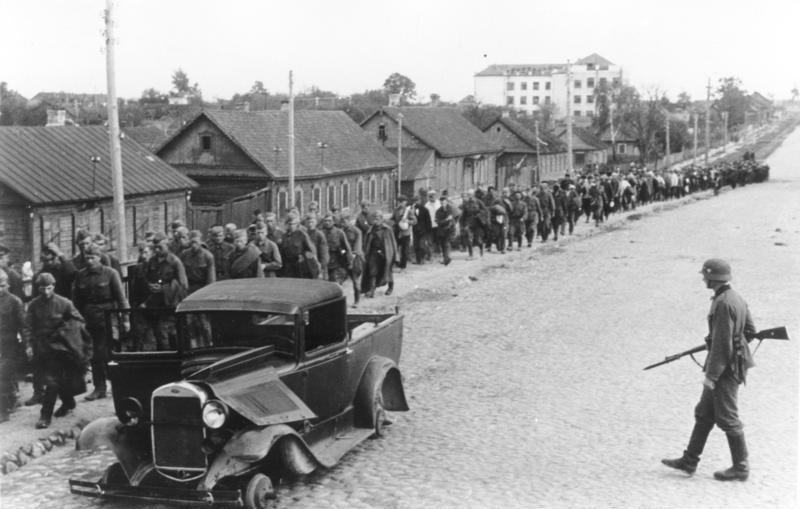
Zajatí sovětští vojáci v Minsku

Stalin – znepokojen porážkami svých vojsk, jakož i množstvím vojáků a důstojníků, kteří se vzdali do rukou Němcům – v srpnu 1941 vydal rozkaz č. 270. Ten měl dalekosáhlý vliv na životy milionů sovětských vojáků, kteří byli zajati německými vojsky. Rozkaz zakazoval vojákům dobrovolně se vzdávat nepříteli, nebral však ohled na okolnosti zajetí. Asi devítina sovětských zajatců poté, co byli osvobozeni ze zajetí vlastními jednotkami, se dostala do trestních jednotek nebo do pracovních táborů (gulagů).
V noci z 25. na 26. srpna 1941 Sovětský svaz spolu s britskými jednotkami vstoupil na území Íránu. Proněmecká vláda vedená Ali-Mansurem následně podala demisi. Írán bez velkého odporu kapituloval 29. (odpor proti britským) a 30. srpna (odpor proti sovětským silám). Vpád na íránské území měla na starosti sovětská 53. armáda. Spojenci následně využívali Írán jako koridor pro zásobování Sovětského svazu.

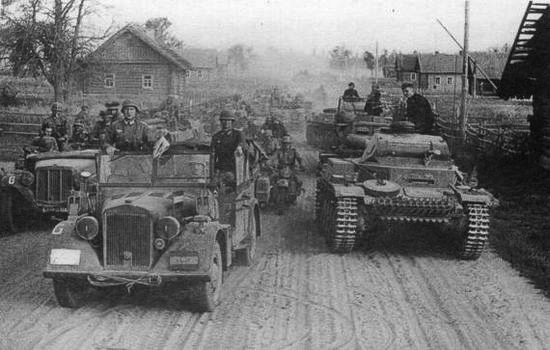
Německé jednotky ve městě Pružany na západě Běloruska v červnu 1941

31. srpna 1941 doplul do sovětského přístavu Archangelsk první britský konvoj PQ-0 se zásobami. Pomoc západních Spojenců byla v té době pro SSSR velmi užitečná. V téže době začala německá vojska systematicky ostřelovat Leningrad, který se ocitl od 8. září 1941 v obležení.
V následujících bitvách Němci obklíčili a zničili v sériích bojů na západním a později i na východním břehu Dněpru, sovětskou 6. a 12. armádu bránící se v oblasti Umaně. Hitler v té době nařídil zastavit postup na Moskvu přes Smolensk odkud přesměroval 2. tankovou skupinu generála Guderiana směrem na Kontop a vrhl své tankové skupiny na Kyjev, v jehož okolí zbývalo stále velké množství sovětských vojsk. Vedle Guderianova útoku ze severozápadu se k městu blížila německá vojska Ewalda von Kleista od Kremenčuku z jihozápadu. Bránící se vojska Jihozápadního frontu nesměla na Stalinův rozkaz opustit své pozice v ohybu Dněpru, ve kterých jim hrozilo obklíčení. O ústup přitom žádal i velitel fronty a Stalinovi blízký maršál Buďonnyj. 14. září německé tankové jednotky pronikly na jihu k městu Romny a nakonec se 19. září spojily a sevřely čelisti obklíčení u Lochvycji, čímž v oblasti Kyjeva odřízli přes 600 000 mužů sovětské 5., 21., 26. a 37. armády, tvořící převážnou část Jižního frontu. Sovětské jednotky se však nevzdaly hned a Němci byli nuceni na mnoha místech překonávat silný odpor. Navzdory tomu, že Kyjev padl již 19. září, poslední ohniska odporu v kotli se vzdala nebo byla zničena až 26. září. Němci následně soustředili své tankové jednotky skupin Sever a Střed a zaútočili opět v oblasti Smolenska. Tyto boje byly počátkem útoku směrem na Moskvu. Skupina Jih zatím udeřila na zeslabený Jihozápadní front a obsadila Charkov a postupovala na Donbas. Na určitý čas obsadili Němci i Rostov na Donu a nezadržitelně pronikli na Krym, kde odřízli námořní základnu Sevastopol. V tomto období byla obsazena většina nejzápadnější části SSSR.
Sovětský svaz však postupně obnovil chod evakuovaných továren, USA a Velká Británie mu dodávaly zbraně, stroje a materiál. Ačkoliv se v celkovém objemu válečné výroby SSSR jednalo jen o asi 10 %, šlo o dodávky, které Rudá armáda a sovětský průmysl nutně potřebovaly. Při vpádu do SSSR byli v některých oblastech němečtí vojáci vítáni jako osvoboditelé před Stalinem a komunisty. Hitler toho nevyužil, neboť si byl jist vítězstvím tak jako tak, a chtěl vítězství jen pro sebe. Zakrátko titíž občané jako svědci nesmírného množství válečných zločinů začali spolupracovat s protiněmeckým odbojem. Protislovanská a protižidovská genocida zčásti prý vysvětluje motivaci pozdějších zločinů sovětských vojáků a jejich spojenců na německých civilistech a zajatcích.

### Bitva o Moskvu

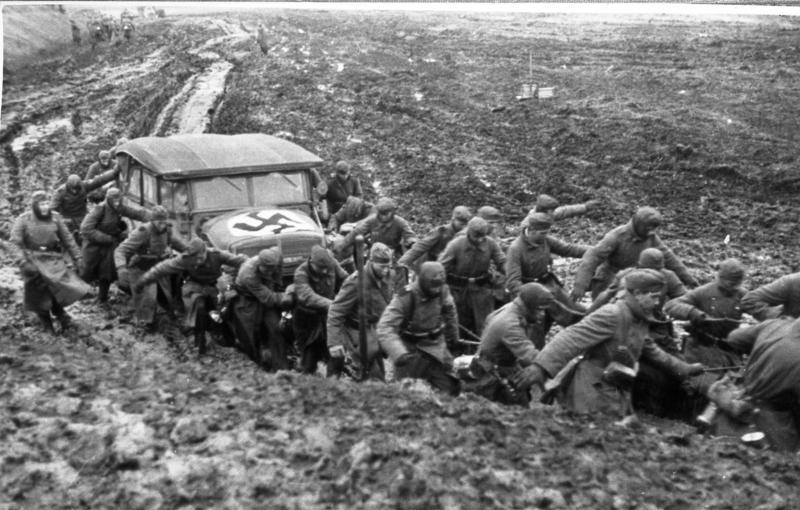
Vojáci Wehrmachtu vyprošťují vůz během rasputici, listopad 1941

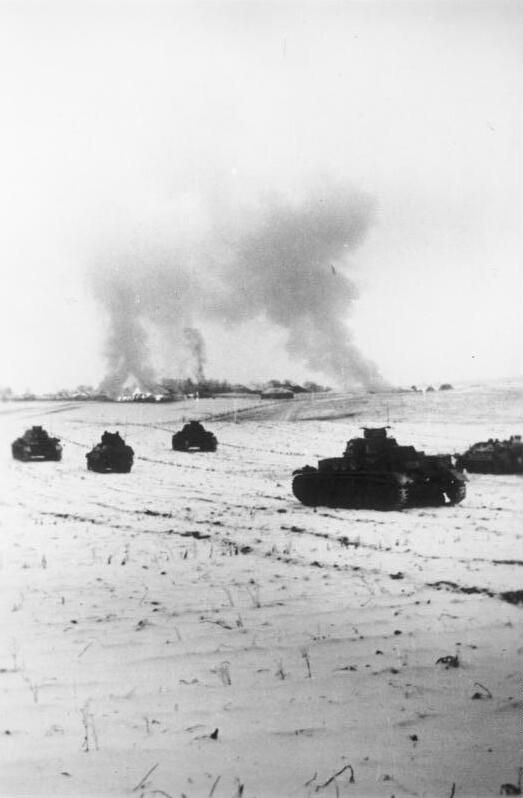
Německé tanky u Istry.

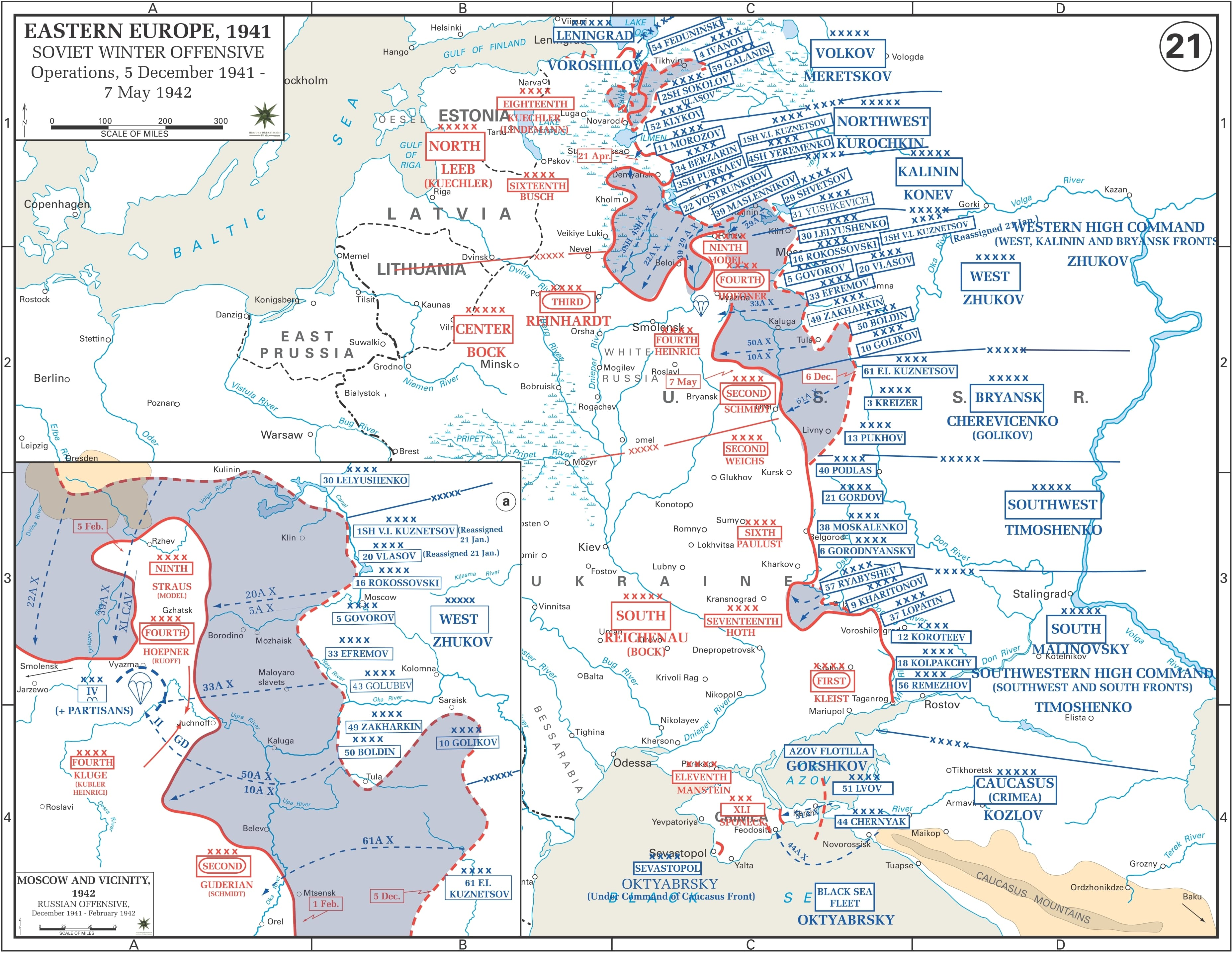
Sovětské územní zisky během zimního protiútoku (prosinec 1941 – březen 1942)

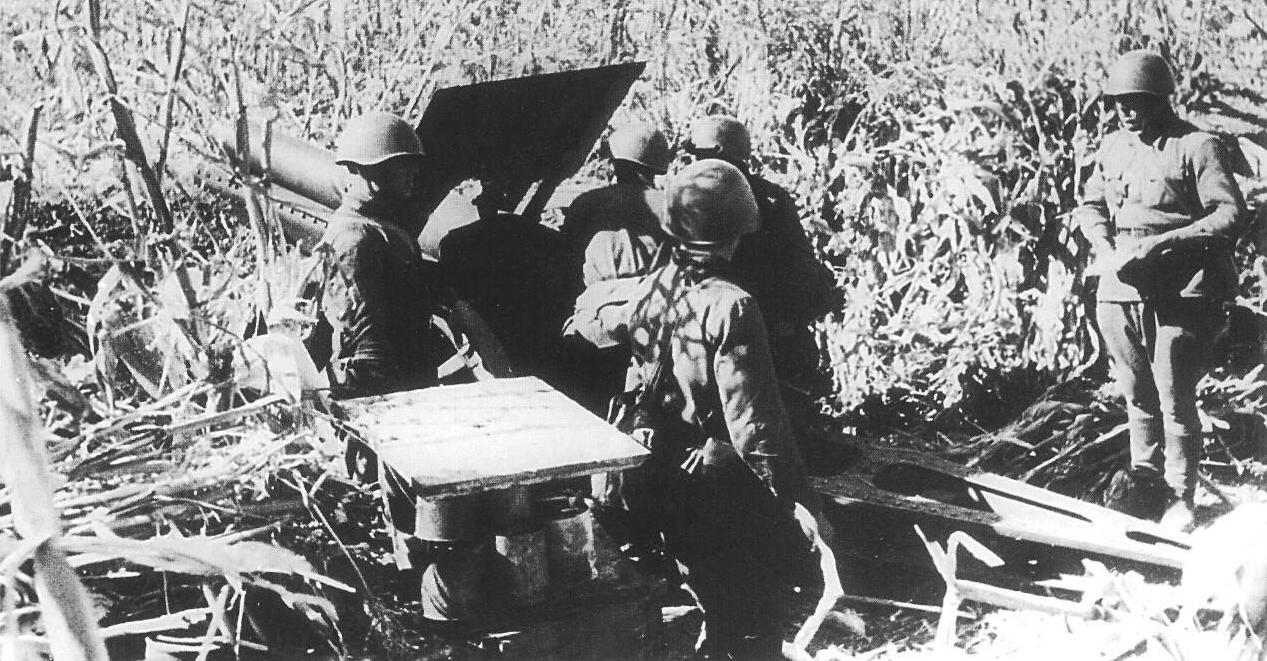
Sovětské dělostřelectvo u Oděsy v roce 1941

30. září 1941 zahájili Němci „operaci Tajfun“, bitvu o Moskvu. V Moskevském směru Němci úspěšně postupovali dál a u Vjazmy prorazili linii sovětského Západního frontu a obklíčili desítky tisíc sovětských vojáků 16., 19., 20., 24. a 32. armády vedené Ivanem Koněvem. Zanedlouho se podařilo tankovému sboru Feldherrnhalle překročit řeku Desnu a u Brjanska těžce narušit, zlikvidovat nebo zajmout jednotky 3., 13. a 50. armády Brjanského frontu. Sověti nakonec s obtížemi německý postup zastavili u Mcensku.
V tomto období Němci už téměř 5 měsíců aplikovali taktiku bleskové války a úspěšně drtili svého nepřítele. Zatímco v předešlých bojích v západní Evropě postupovali bez větších problémů, v SSSR byl Wehrmacht postaven před nové problémy. Němci museli čelit časové tísni, protože celkový plán operace Barbarossa se zakládal na tom, že bude Rudá armáda zničena během několika málo měsíců, což jak se ukázalo nebylo vůbec reálné. Časový skluz měl za následek vzrůstající problémy s počasím, které bylo sice během léta dobré, ale na podzim se změnilo na deštivé, což velmi zpomalilo postup vozidel po nekvalitních sovětských cestách. Zhoršující se počasí, které zabránilo nasazení letectva a později i silné mrazy, na které německé velení trestuhodně nepřipravilo své jednotky pak krutě trápily německé jednotky během zimy. Nacistické válečné mašinérii způsobovaly další problémy i obrovské vzdálenosti, které muselo řešit zejména přetížené zásobování. Sověti navíc začali aplikovat taktiku spálené země aby nepříteli ztížili zásobování z místních zdrojů. Nezanedbatelný byl i odpor sovětských vojsk, který byl obecně mnohem urputnější než ten, se kterým se nacisté dosud setkávali.
Začátkem října se sovětská obrana středního úseku fronty nejprve pokusila Němce zadržet v okolí Vjazmy a na cestě Orel – Brjansk. Ze severu se k Moskvě blížili von Kluge se svojí 4. armádou, z jihu a západu to byl Guderian se svou tankovou skupinou. Do začátku prosince 1941 se nacistickým jednotkám na západě a severozápadě od Moskvy za vzrůstajících ztrát podařilo proniknout silnou sovětskou obranou v městě Možajsk, Kalinin, Klin, Volokolamsk, Istra a Solnečnogorsk, přičemž dosáhli kanálu Volha - Moskva. Na jihozápadě postupovali Němci přes Kalugu a Mcensk směrem k Tule. K tomuto opevněnému městu pronikla Guderianova vojska 2. tankové armády 30. října, ale město samotné nebyla schopna obsadit. Některé vládní úřady byly evakuovány do Kujbyševa. 7. listopadu na Rudém náměstí v Moskvě proběhla tradiční vojenská přehlídka, při níž tentokrát defilovali vojáci frontových útvarů, kteří pochodovali přímo na frontu, vzdálenou již jen 25 km od předměstí Moskvy.
V prvních prosincových dnech se jen několik desítek kilometrů před Moskvou mezi vyčerpanými jednotkami na obou stranách rozhořely boje, které nakonec Němce přinutily zpomalit postup. Stalin, který už mezitím začal stahovat část svých vojsk z Dálného východu, Uralu a Sibiře, připravil spolu se svými generály útok na křídla německých vojsk. Jmenoval velitelem Západního frontu generála Žukova a mnohé sovětské jednotky, poznamenané předešlými boji podobně jako vyčerpaný Wehrmacht, který byl špatným počasím navíc zbaven i své letecké podpory, vyrazily do protiofenzivy 5. prosince, v oblasti Klinu, Solnečnogorska, Tuly a Jeletska 6. prosince. Sovětská vojska na několika místech prorazila německé linie a Wehrmacht poprvé ztratil v boji celé divize. Rudá armáda postoupila do ledna 1942 o 150–300 km na západ. Němcům se podařilo postup sovětských vojsk, kterým chyběly tanky, zastavit až u Rževu, čímž byla linie opět stabilizovaná. Bylo to částečně i proto, že Hitler vydal rozkaz neustupovat, čímž přinutil své jednotky bojovat na hraně svých možností. I když se mu tento tah v tomto období vyplatil, opakování této taktiky v následujícím období provázelo několikrát velké porážky německých vojsk. Velké množství sněhu a vysoké ztráty nakonec paralyzovaly bojovou činnost na obou stranách.
Do začátku útočné fáze bitvy o Moskvu Rudá armáda ustoupila 850 až 1200 km, postup Wehrmachtu na hlavní město země však zastavila a později naopak zahnala Němce několik stovek km zpět. Na ostatních důležitých směrech – u Leningradu a na jihu u Rostova nad Donem se i navzdory počátečním neúspěchem podařilo postup Němců zastavit. Ani jarním útokem 2. úderné armády se však Leningrad z obklíčení vyprostit nepodařilo. Město se navzdory mnoha pokusům o spojení jižně od Ladožského jezera ocitlo v obklíčení na 882 dní., což mělo kruté následky pro jeho civilní obyvatelstvo. Asi milion z nich zahynul ve strašných podmínkách od kruté severské zimy a dlouhotrvajícího hladu. Udržení Leningradu bylo velmi důležité z několika důvodů, bylo to poslední místo kam se mohla z Tallinnu evakuovat rudá baltická flotila a bylo to také místo, které zabraňovalo spojení vojsk útočících z Karélie a polárních oblastí Finska a Norska s vojsky skupiny armád Sever. Obránci Leningradu také v podstatě bránili přístupy k přístavům Archangelsk a Murmansk, které byly důležitou spojovací tepnou se Spojeným královstvím.
Rudá armáda podnikla od ledna do dubna 1942 na severním a středním úseku fronty v oblasti Moskvy, kde stále držela silné rezervy, lokální protiútoky např. Děmjanskou operaci, Rževsko-syčevskou operaci a dále útoky v oblasti Orlu, Kurska a Bolchova, čímž si alespoň částečně zlepšila postavení na daných úsecích a držela Němce dál od Moskvy, i když se tyto operace považují obecně za nepříliš úspěšné. Těžkou ranou pro vojska bránící se v Sevastopolu byla likvidace sovětského výsadku u Feodosije, což byl zahanbující konec tzv. Kerčsko-feodosijské operace. Špatné postavení vojsk Rudé armády stojících proti skupině armád Jih dovršil neúspěšný protiútok směrem na Charkov.

### Útok na jih SSSR

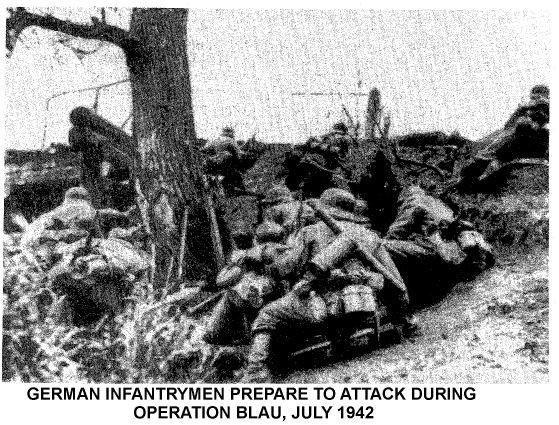
Německá pěchota při Operaci Blau

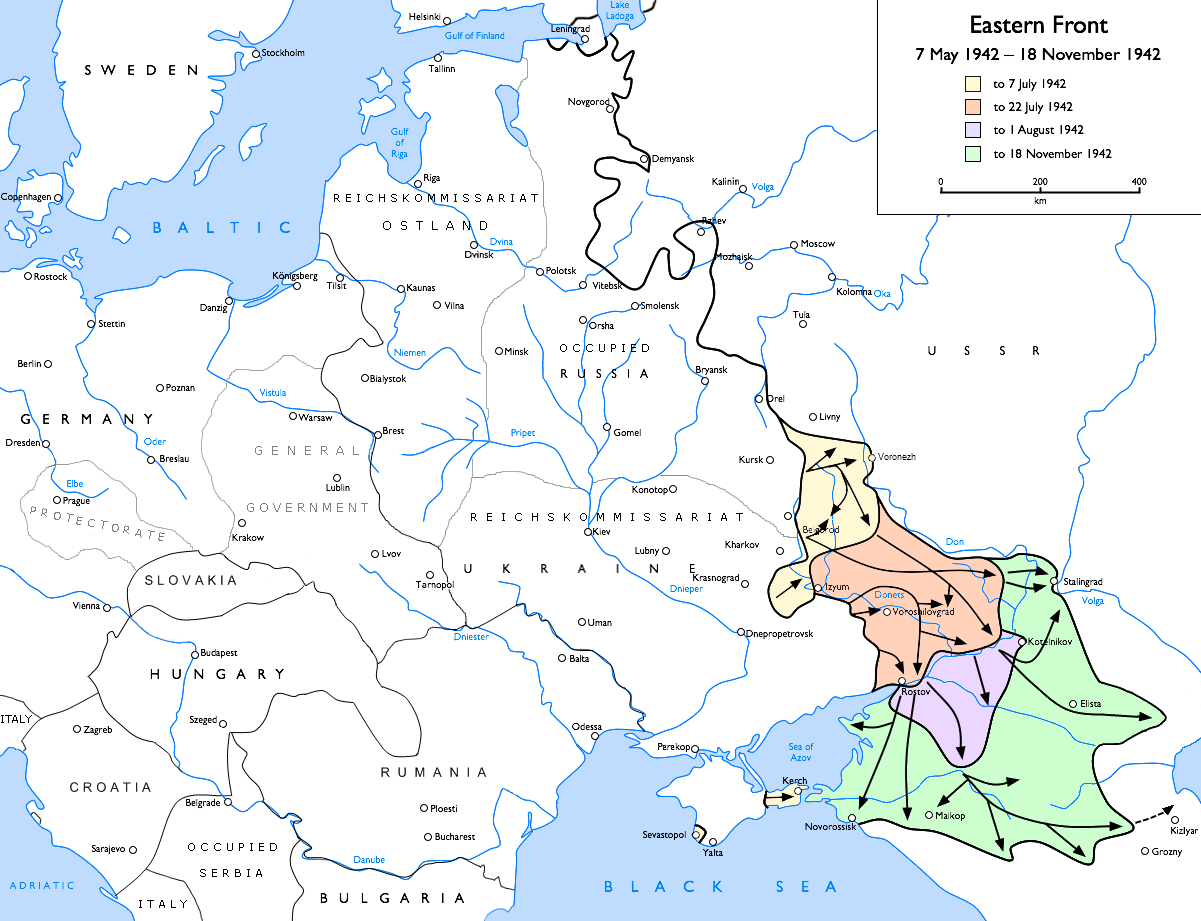
Operace Blau: Německý postup od 7. května 1942 do 18. listopadu 1942:
do 7. července 1942
do 22. července 1942
do 1. srpna 1942
do 18. listopadu 1942

Síly a rezervy Rudé armády se v zimních a jarních bojích velmi vyčerpaly a Stalinův cíl vyhnat nepřítele z území SSSR tak už nebylo možné realizovat. Wehrmacht jako celek se ze svých ztrát vzpamatoval rychleji než Sověti a počátkem roku 1942 znovu přešel do útoku, nyní však na jihu SSSR, kde nejprve zlikvidoval výpad Jihozápadního a Brjanského frontu k Charkovu. 28. června zahájili Němci velkou letní ofenzívu jižním směrem na Voroněž, Stalingrad a Kavkaz, pod názvem operace Blau. Německá vojska dobyla 1. července po několikaměsíčním obléhání Sevastopol. Tvrdé boje probíhaly v oblasti Voroněže (padla 7. července) a Vorošilovgradu (padl 17. července), odkud byly sovětské jednotky vytlačeny na východ. Ztracen byl celý Donbas, Rostov na Donu (padl 24. července) a německá vojska pronikla rovinatým terénem až 650 km mezi řeky Don a Volha a plánovala dojít až ke Kaspickému moři. Němci pokračovali i v útoku na Kavkaz. Do podzimu 1942 německé tankové armády bez větších obtíží postupovaly kubáňskou rovinou k ropným polím na Kavkaze. Padlo rozhodnutí přetnout Volhu u města Stalingrad, což by přerušilo nejkratší sovětské spojení s vojsky na Kavkaze. Vojskům pod velením Friedricha Pauluse se tak povedlo dostat se ke Stalingradu za 3 měsíce.
Wehrmacht na město zaútočil 24. srpna 1942. Hned od začátku se rozpoutaly zuřivé pouliční boje. V nich se ztratila německá výhoda lepší pohyblivosti a kvalitativní převaha velitelských kádrů na nižších úrovních. Sověti se odhodlaně bránili, bojovalo se o každý dům. Situace na frontě si vyžádala zásobování sovětských vojsk ve městě ležícím na západním břehu Volhy výhradně loděmi. Na východním břehu zatím sovětská armáda soustředila silné jednotky dělostřelectva a protiletecké obrany. Zejména jejich kvalitní dělostřelectvo pak pomáhalo početně slabším obráncům města odříznutým na západním břehu odrážet silné německé útoky. Zásobování města přes Volhu bylo možné pouze v noci. I německá 6. armáda, jejímž úkolem bylo obsadit město, měla problémy se zásobováním po přetížených komunikacích. Velmi těžké boje boje probíhaly v polovině září o Mamajevovu mohylu a hlavní železniční stanici ve středu města. Sovětská vojska přišla s novou taktikou: bojovat co nejblíže u Němců, třeba jen na šířku ulice. Taktika se osvědčila: letecká převaha byla Němcům k ničemu, bombardováním by Luftwaffe ohrozila i vlastní jednotky.
23. září dobyl Jakov Pavlov s dalšími třemi vojáky Pavlovův dům na jednom z náměstí a bránil ho do 25. listopadu. 14. října podnikla německá vojska silný útok na průmyslovou čtvrť. Urputné boje se rozhořely v komplexu Traktorového závodu, závodu Rudého října a závodu Barikády. Německá 6. armáda se boji ve městě velmi vyčerpala a byla nucena postupně nasadit prakticky všechny své jednotky. Velitelství skupiny armád B proto přesunulo na zajištění jejích křídel maďarské a rumunské svazky. Zatímco se bojovalo ve městě, sovětské velení posbíralo četné zálohy a připravilo útočnou operaci namířenou na oslabená křídla vojsk stojících před Stalingradem.

### Evakuace průmyslu

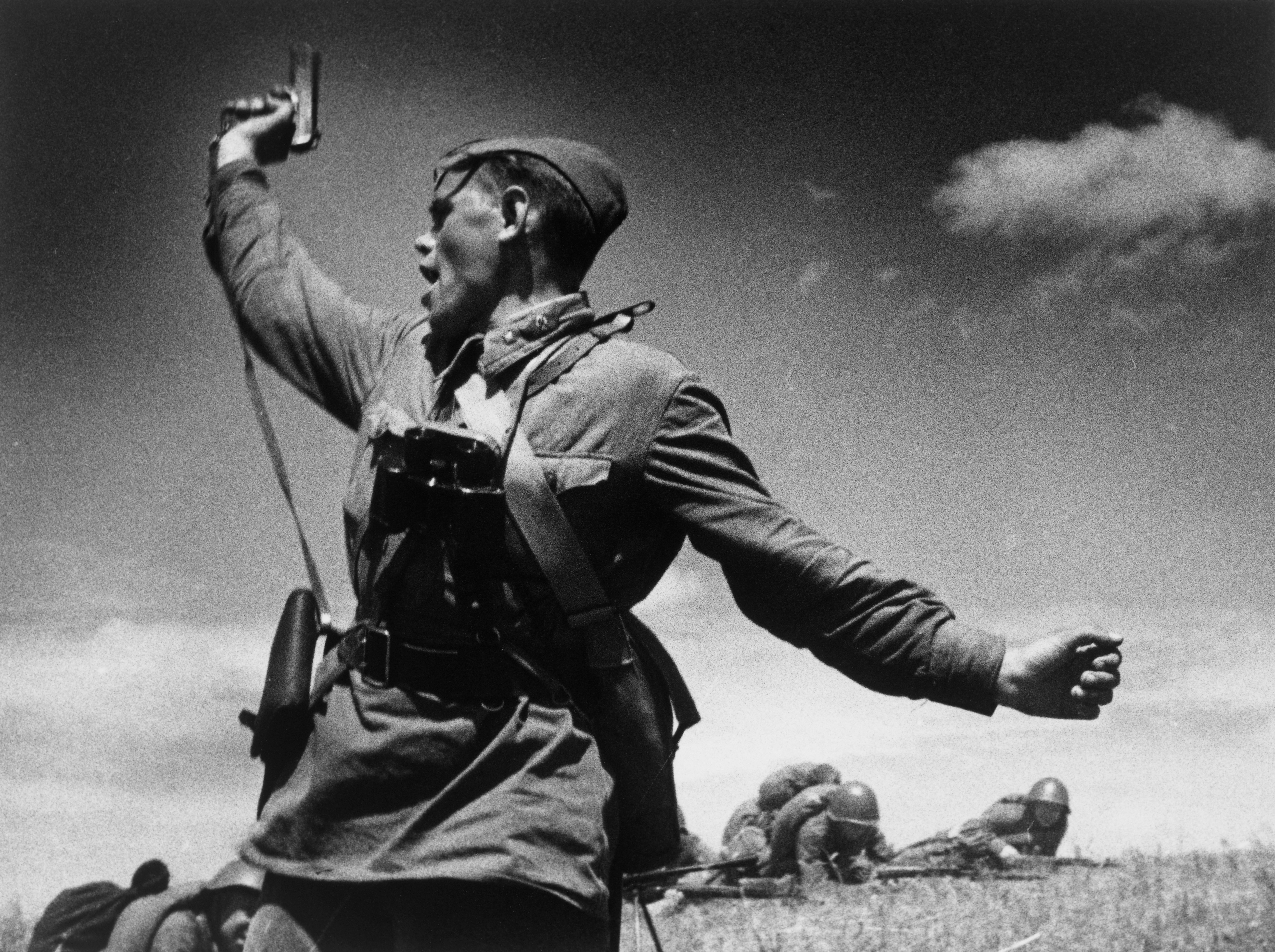
Velitel praporu velí k útoku, 12. července 1942

V době vrcholící bitvy o Stalingrad se fronta dostala na své nejvýchodnější pozice za celou válku západně od měst Elista a Groznyj. Němci tehdy okupovali podstatnou část evropské části SSSR, na které před válkou žilo 42 % jeho obyvatel, produkovala se 1/3 HDP, nacházelo se tam 45 % orné půdy. Pokud se vezmou v úvahu i obrovské lidské a materiální ztráty Rudé armády (v té době dosahující alespoň 2 miliony padlých, zajatých a raněných) jakož i velké ztráty na civilním obyvatelstvu, které se podílelo na válečném úsilí, země se nacházela ve smrtelném nebezpečí. Navíc byla za těchto otřesných podmínek nucena odrážet nápor většiny pozemních sil vojsk Osy v Evropě. Jedním z předpokladů přežití SSSR ve válce proto byla záchrana průmyslu ze západních částí země. Ta začala již v průběhu léta 1941. Za evakuaci byli zodpovědní Nikolaj Švernik, Alexej Kosygin a Michail Pervuchin. Sovětům výrazně pomohlo, že ve válečném období bylo jejich plánované hospodářství flexibilnější. Přesun obrovských vojensko-průmyslových komplexů i s dělníky na vzdálenost tisíců kilometrů by byl jinak asi jen těžko představitelný.
Evakuace se uskutečňovala především po železnici. Objem dopravy na západ dosáhl přibližně 300 000 železničních vagónů. Do listopadu 1941 se sovětským dělníkům a železničářům podařilo evakuovat 1 523 podniků, spolu s 10 miliony odborníků, dělníky a jejich rodinami. Produkce nově postavených továren se naplno rozběhla až v září 1942, právě včas aby zasáhla v rozhodující fázi bitvy o Stalingrad.

### Protiofenzíva u Stalingradu

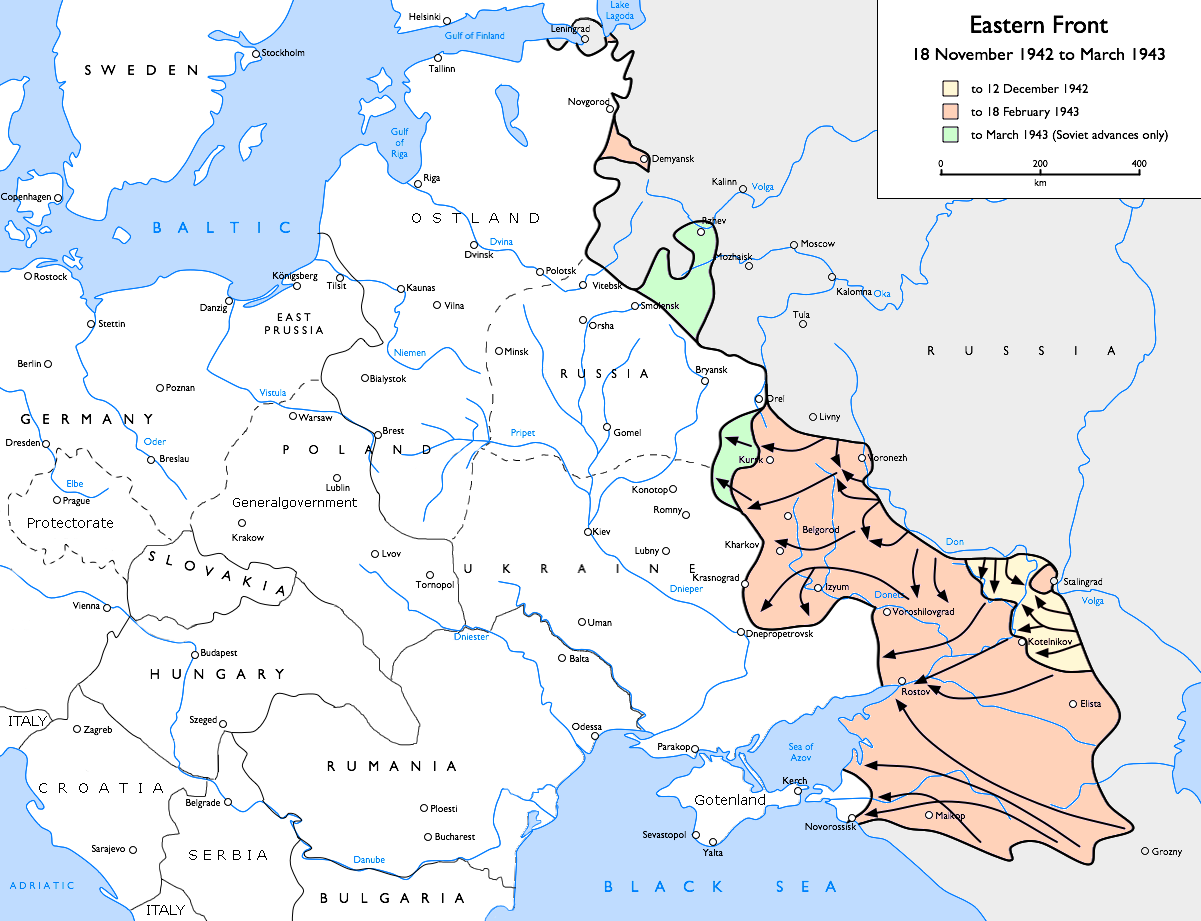
Operace Uran, Saturn a Mars: sovětský postup, od 18. listopadu 1942 do března 1943:
do 12. prosince 1942
do 18. února 1943
do března 1943 (jen sovětské zisky)

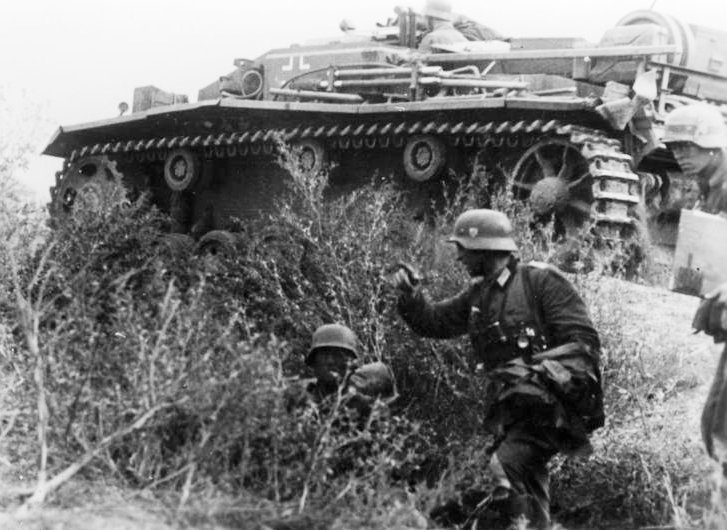
Německá pěchota a útočné dělo StuG III během postupu ke Stalingradu, září 1942

Zatímco se Hitler a jeho generálové soustředili na boje v Stalingradu, Sověti soustředili silné zálohy na oslabených německých křídlech, jež bránily méně kvalitní rumunské a maďarské armády. 19. listopadu 1942 začal sovětský protiútok v severní a 20. listopadu v jižní části úseku 6. armády. Nečekaným útokem sovětská vojska zničila nebo přinutila ustoupit rumunské divize a 23. listopadu bylo v kotli, který vznikl mezi městy Kalač a Stalingrad, obklíčeno vojsko o síle 22 německých a rumunských divizí (asi 250–330 tisíc mužů). Německá skupina armád B se ocitla v absolutním zmatku. Vojska skupiny armád A musela ustoupit z Kavkazu na Tamaňský poloostrov a Krym. Narychlo zformovaná skupina armád Don měla za úkol zacelit velkou trhlinu ve frontě. Její velitel Erich von Manstein se pokusil se 4. tankovou armádou vést protiútok v jižní straně sovětského sevření, který bránily 51. a 5. gardová armáda. Tento útok byl však za těžkých ztrát na obou stranách odražen. Mansteinova vojska byla nucena ustupovat na severozápad k Rostovu. Sověti zatím podnikli soustředěný útok na zbytky 6. armády a 2. února 1943 se vzdaly poslední německé jednotky, které se bránily v ruinách Traktorového závodu. Do té doby již Sověti zajali 91 000 Němců a Rumunů, spolu s prvním německým maršálem, který se vzdal do rukou Spojenců – Friedrichem Paulusem. Ztráty v důsledku bitvy o Stalingrad však zahrnují kromě ztráty celé 6. armády i těžké ztráty 4. a 2. německé armády, stejně jako velmi těžké ztráty 3. a 4. rumunské 8. italské a 2. maďarské armády. Dohromady tyto ztráty přesahovaly 800 000 padlých, nezvěstných a raněných.
Také Sovětský svaz utrpěl v bitvě těžké ztráty a Rudá armáda po těžkých bojích nebyla schopna splnit Stalinovy rozkazy a pokračovat v protiútoku a zastavila se na východní Ukrajině. Její zásobovací trasy byly roztaženy na velkém území a její čelní jednotky oslabené těžkými boji. Německý protiútok u Charkova, vedený velkým tankovým uskupením II. tankového sboru SS následně zatlačil ve druhé polovině února Sověty zpět. Protiofenzívě vzdoroval i 1. československý samostatný polní prapor, který svedl s Němci bitvu u Sokolova. 15. března německá armáda dobyla město Charkov zpět. Na jaře bojové operace přerušilo období bláta. V dubnu až květnu probíhalo ve varšavském ghettu povstání, které nacisté postupně zlikvidovali.

### Bitva u Kurska

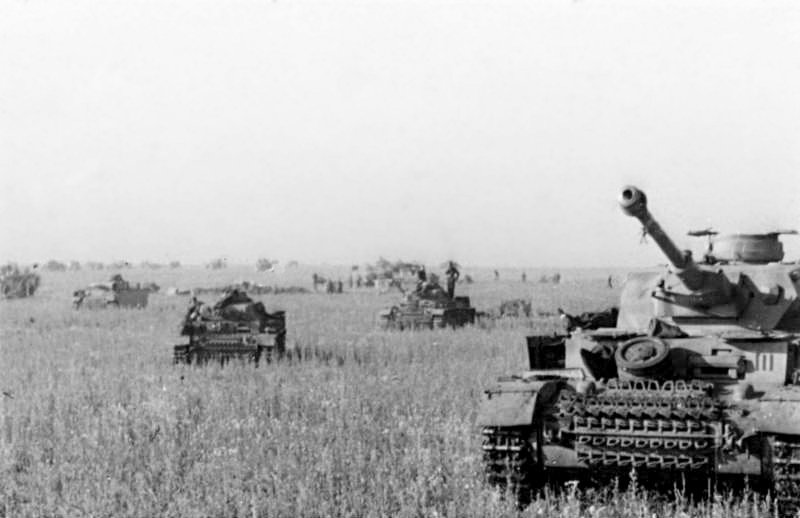
Bitva u Kurska — obě strany disponovaly téměř 3000 tanky

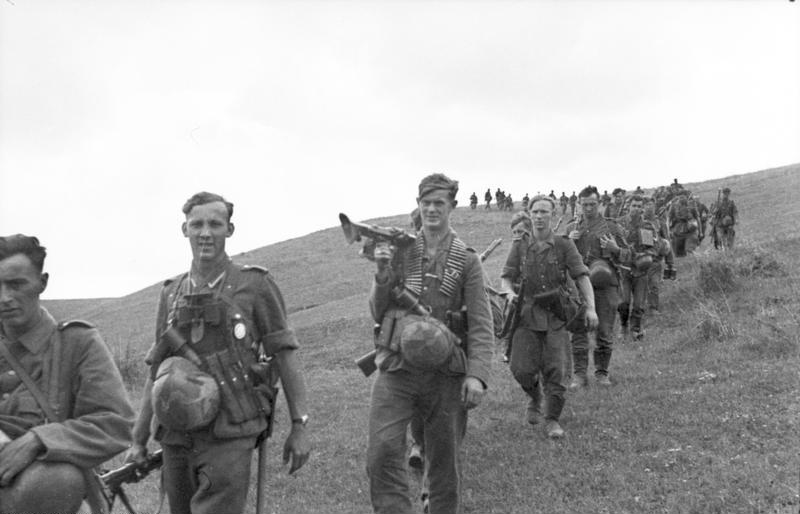
Německá pěchota v červnu 1943

Fronta se na několik měsíců stabilizovala a obě strany sbíraly síly k rozhodující bitvě. Mezi Orlem a Bělgorodem vznikl výběžek fronty zasahující asi 80 km do německých pozic. Tam se německé velení rozhodlo zasadit svůj hlavní úder letní ofenzívy roku 1943. Posbíralo nejlepší jednotky a techniku, které Wehrmachtu na východní frontě zůstaly. Při tom dával Hitler důraz na posily novými tanky Panther a stíhači tanků Fedinand. Štáb vrchního velení Sovětského svazu však měl o těchto přípravách podrobné informace. Sovětští generálové začali zvažovat všechny eventuality a pak Stalinovi doporučili, aby jim dovolil připravit v Kurském oblouku pro německé divize obrovskou past. Ta spočívala v silné rozvrstvené obraně a také obrovských zálohách, které měly následně po odražení německé ofenzívy přejít do protiútoku. Hitler se svými generály velmi podcenil tyto sovětské kroky a rozhodl o začátku útoku. 5. července 1943 zaútočilo na sovětskou obranu několik set tisíc nejlepších vojáků Třetí říše v operaci Citadela, která vešla do dějin jako bitva u Kurska a vyvrcholila v ohromné tankové bitvě u Prochorovky, největší tankové bitvě v dějinách. Sovětská armáda vybudovala v kurském výběžku mohutná obranná postavení, o která se německý útok roztříštil. Byl to definitivní krach německé bleskové války, který předurčoval konec nacistické převahy na východě.
Po ní přešla Rudá armáda do protiútoku, nazvaného Operace Kutuzov – v prostoru Orlu, Bělgorodu a Charkova vyrovnala frontu a definitivně převzala strategickou iniciativu do svých rukou. V září překročila sovětská vojska v bitvě o Dněpr na několika místech širokou řeku Dněpr, již Němci považovali za svůj „východní val“. 2. října Operace Suvorov osvobodila Smolenskou oblast a Rudá armáda postupovala k Vitebsku, Orše a Mogilevu. 6. listopadu bylo dobyto ukrajinské hlavní město Kyjev. Této bitvy se účastnila i 1. československá samostatná brigáda.

### Boje na Dněpru

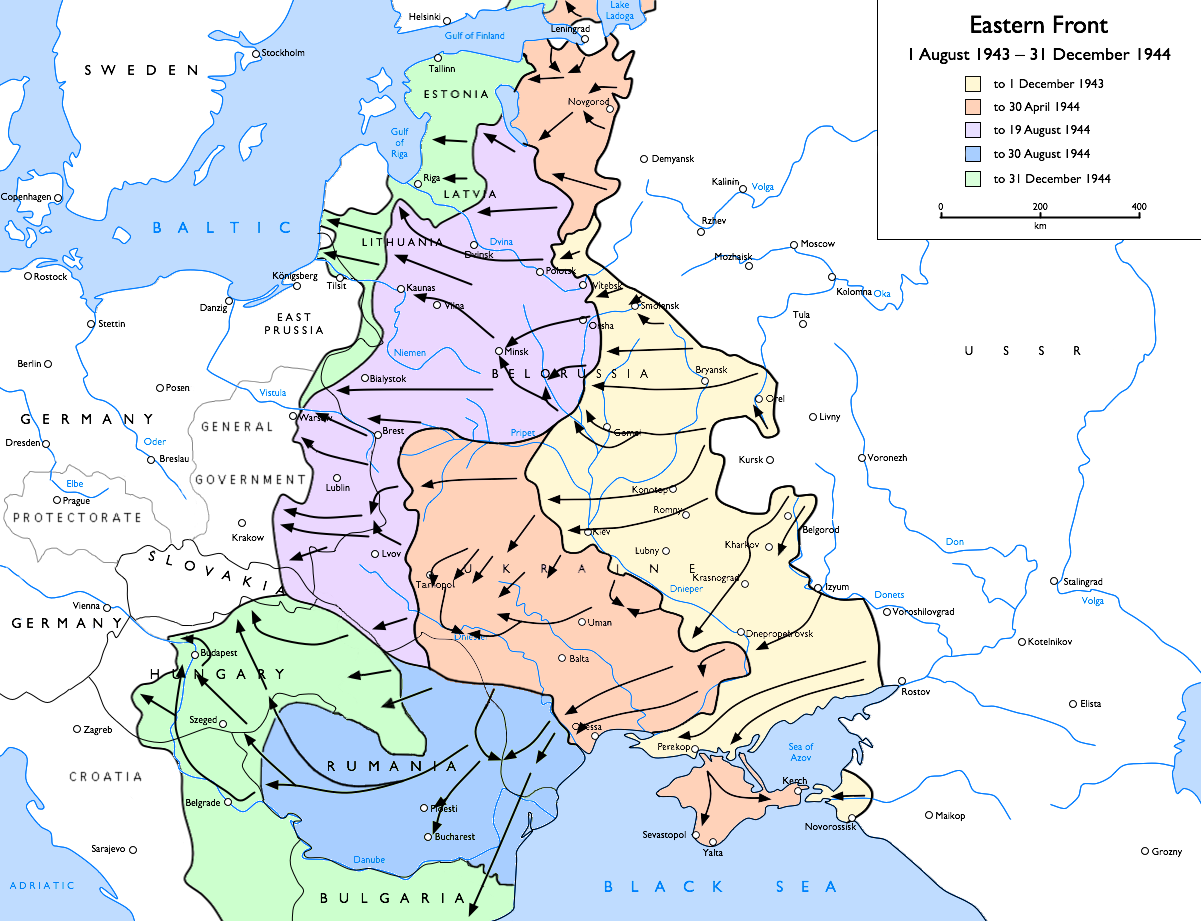
Východní fronta, srpen 1943 až prosinec 1944:
do 1. prosince 1943
do 30. dubna 1944
do 19. srpna 1944
do 31. prosince 1944

Letní ofenzíva Rudé armády, skok na Dněpr, dobytí Kyjeva a Ukrajiny byly znakem toho, že bojeschopnost a ofenzivní činnost sovětských vojsk se podstatně zlepšila. Pomohlo k tomu omezení pravomocí politických komisařů i kvalitativní a morální zlom, který nastal v Sovětské armádě. Do popředí se dostali noví schopní důstojníci, jejich schopnosti daleko převyšovaly důstojnický sbor z let 1941 a 1942. Při osvobozovacích bojích na Ukrajině se vyznamenaly i československé jednotky pod vedením generála Svobody. Koncem roku 1943 byla v Íránu uspořádána Teheránská konference, na které se spojenci dohadovali v dalším společném postupu proti nacismu.

## Strategická ofenzíva z Běloruska do Prahy
Do roku 1944 vstupovala Rudá armáda se značnou sebedůvěrou a silou. Už se nejednalo o armádu zmítanou neschopností vedení a nedostatkem vybavení, ale o vojsko, které vyspělo po stránce morální, taktické i technické. Sovětský svaz vyráběl velký počet vojenské techniky, jejíž kvalita neustále stoupala, a přijímal významné spojenecké dodávky od Velké Británie a USA. Vojáci, kteří přežili rok 1943, se stali zkušenými veterány, kteří nebyli o nic horší než jejich protivníci. Nejvíce zkušeností nabyli nižší frontoví důstojníci, kteří dokázali svým vojákům efektivně velet. Pravomoci politruků, kteří neblaze zasahovali do vedení bojů v prvním roce války, byly značně omezeny. Mobilní a dobře vybavená armáda začala roku 1944 rozsáhlé tažení, které skončilo v roce následujícím až v hlavním městě Německa.
Linie východní fronty se počátkem ledna 1944 táhla od Leningradu k Ilmeňskému jezeru přes Velikije Luki, Vitebsk, Žlobin, Žitomir, až k Vinnycji, odtud po Dněpru do Perejaslavli přes Kirovohrad a Kryvyj Rih k dolnímu Dněpru.

### Boje na jihu

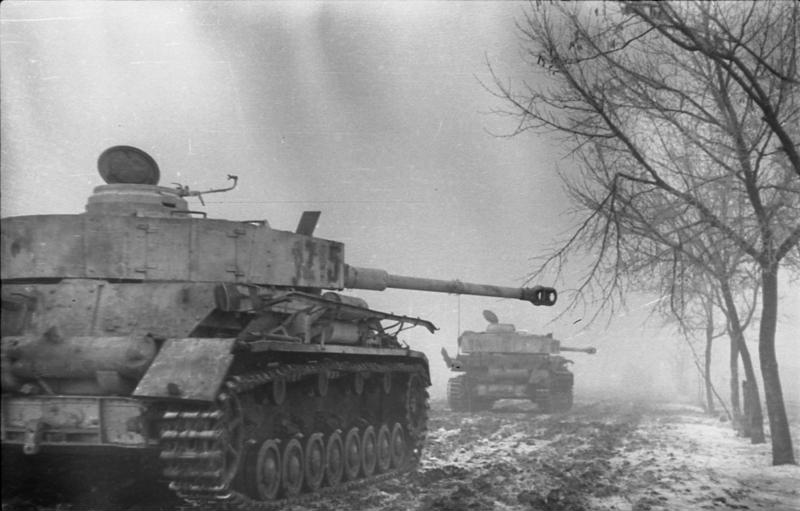
Německé tanky na Ukrajině v prosinci 1943

V březnu 1944 zasáhl sovětský protiútok německou armádní skupinu Jih při reorganizaci jejího levého křídla. Boje začaly u Jas. Mezi 1. a 4. tankovou armádou vznikla velká mezera, kterou do německého týlu proudily sovětské jednotky. Brzy se jim podařilo obklíčit 1. tankovou armádu. Bitva se stala známá jako Bitva u Kamence Podolského. Po zásahu II. tankového sboru 7. dubna se Němcům v průběhu devíti dnů podařilo vyprostit své jednotky z obklíčení a stáhnout je více na západ. Na černomořském pobřeží byli Němci 13. března nuceni ustoupit z Chersonu. 10. dubna byla osvobozena Oděsa a německá vojska tak byly izolována na Krymu. Černomořské námořnictvo v součinnosti s Rudou armádou pak začalo útok i tam. Po ztrátě Sevastopolu 12. května se zbytky německých oddílů z Krymu stáhly.

### Operace Bagration
Po nezbytném odpočinku, doplnění ztrát a opravě techniky pokračovala sovětská vojska na jaře 1944 v osvobozování území SSSR. Sovětské vrchní velení rozhodlo, že hlavním cílem bude Bělorusko. Operace Bagration, na kterou si Stavka shromáždila 19 armád, začala přesně tři roky po německém vpádu do země 22. června 1944 a zahájila tak jednu z největších bitev 2. světové války. Na 320 km dlouhé frontě se odehrál druhý Stalingrad. Sověti zaskočili nepřipravenou Skupinu armád Střed, při čemž obklíčili a zneškodnili asi 260 000 – 380 000 německých vojáků a dalších 100 000 zajali. 26. června byl osvobozen Vitebsk, 3. července Minsk a za deset dní dobyt Vilnius. Rudá armáda pronikla na severu na území Polska a k hranicím východního Pruska, na jihu k hranicím Slovenska, Maďarska a Rumunska. 20. srpna začala Jasko-kišiněvská operace, jež rozbila německá a rumunská vojska v Moldávii a Rumunsku. Během deseti dnů bylo Rumunsko poraženo, jeho fašistická vláda svržena a nově dosazená vláda se přidala na stranu Sovětů. Sovětská vojska měla otevřené dveře do Bulharska, Jugoslávie a do Maďarska.

### Postup do střední, jižní a severní Evropy

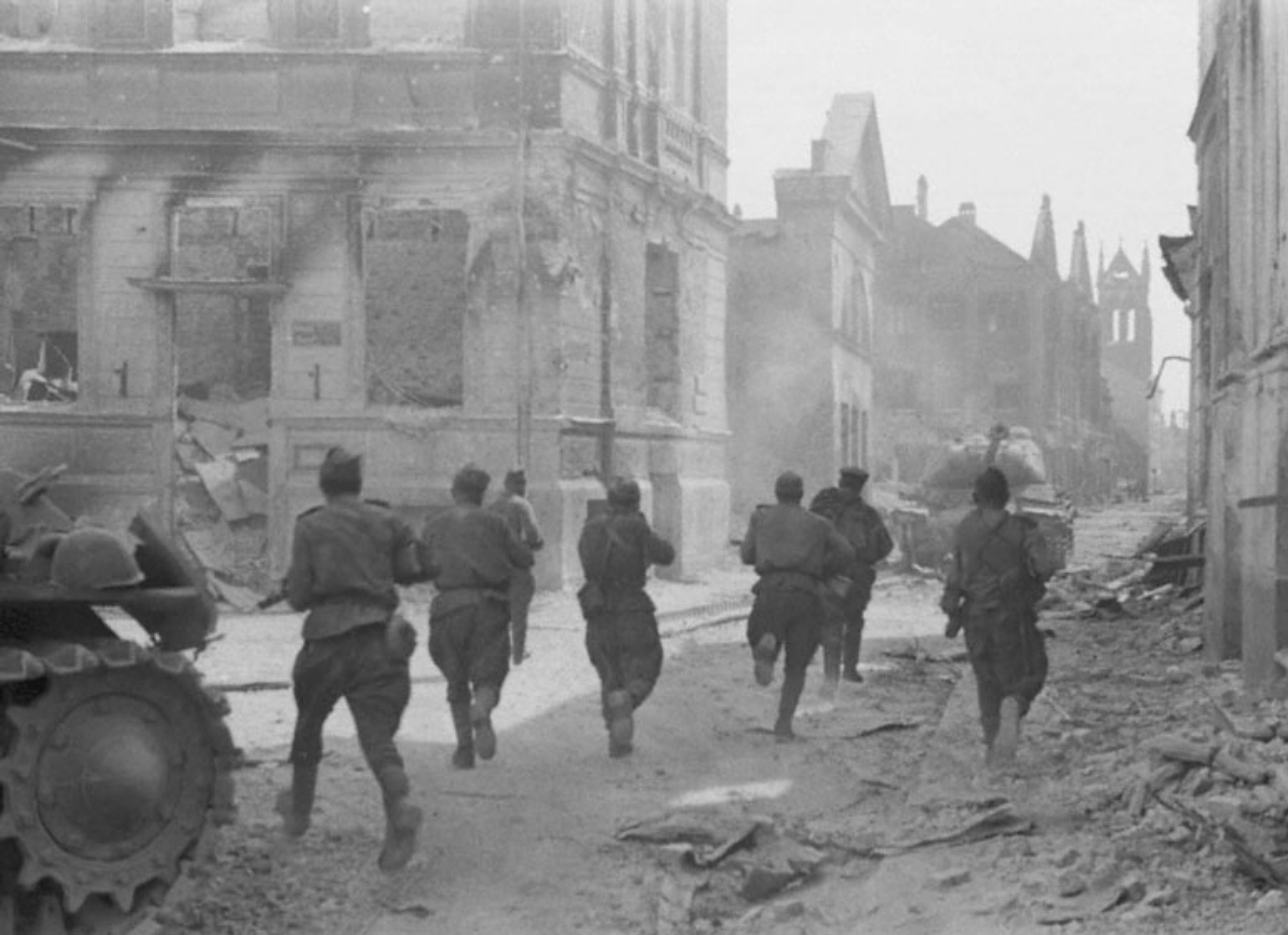
Sovětští vojáci postupují městem Jelgava; léto 1944

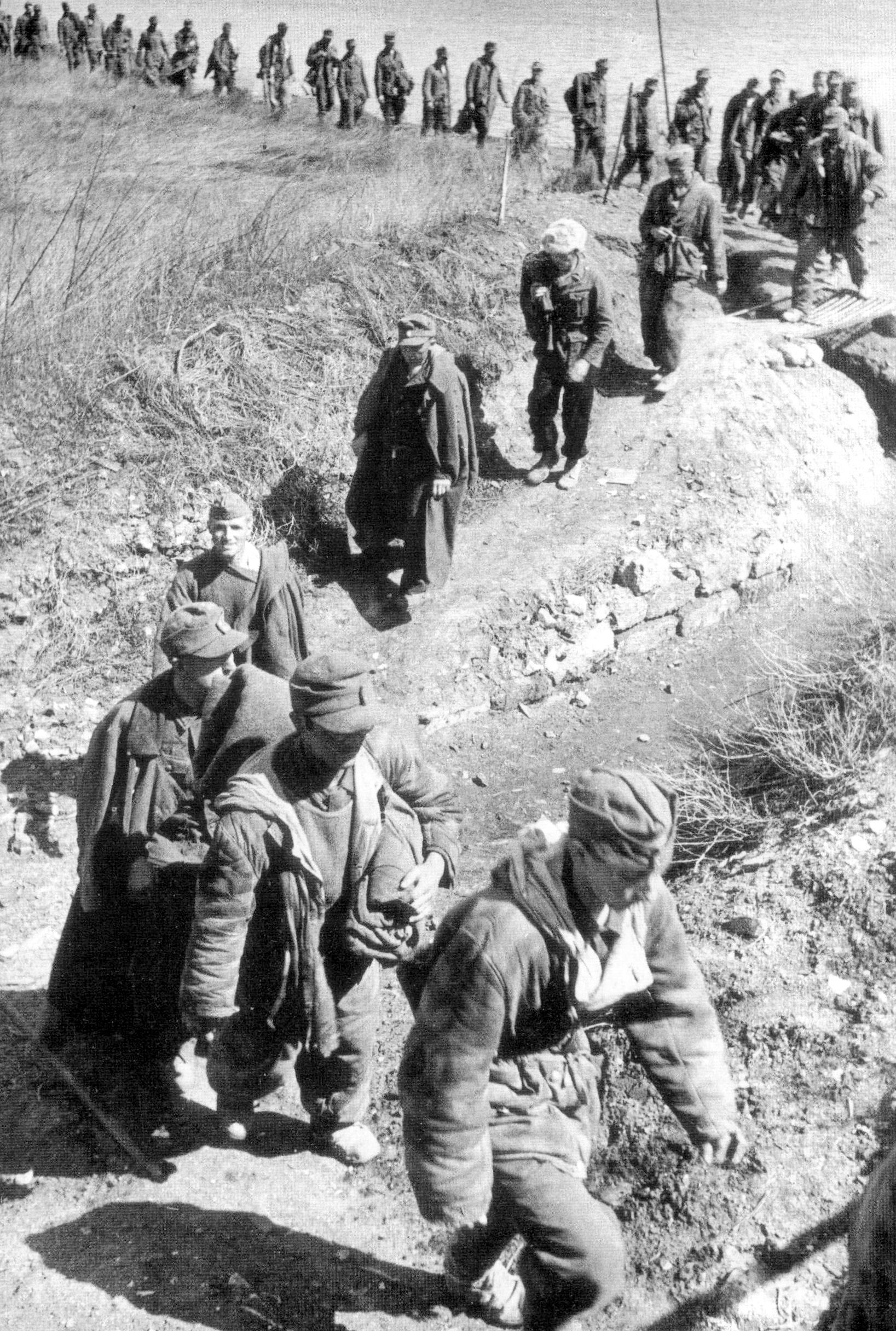
Němečtí zajatci u Oděssy

Počátkem roku 1944 probíhala Žytomyrsko-berdyčevská operace, které se účastnili i vojáci 1. československé samostatné brigády. Ti se s úspěchem účastnili i navazující Korsuň-ševčenkovské operace. 14. ledna 1944 byla zahájena Leningradsko-novgorodská operace, při níž byla prolomena blokáda Leningradu a Němci byli zahnáni na jihozápad. 9. května byl osvobozen Sevastopol.
Lvovsko-sandoměřská operace, východokarpatská, pobaltská, Jasko-kišinevská, debrecínská a Petsamo-kirkenesská operace přenesly bojové operace z území Sovětského svazu do Polska, Rumunska, bývalé Jugoslávie, Finska, Československa a severního Norska. Po úderu sovětských vojsk k Vipurskému zálivu Finsko 5. září uzavřelo v mírovou smlouvu. Zahraničně politická situace se rychle změnila. Rumunsko přešlo 24. srpna na stranu spojenců a podílelo se na osvobozování střední Evropy, Turecko přerušilo všechny diplomatické styky s Třetí říší. 1. září byla obsazena Bukurešť. Bulharsko, které bylo do té doby vůči Sovětskému svazu neutrální, se ani nadále nehodlalo přiklonit na žádnou stranu. Sověti mu proto 5. září vyhlásili válku, už o tři dny později se však bulharské jednotky připojily k Rudé armádě. Sovětská vojska, která útočila z Jihu se 1. října dostala přes Rumunsko až k Temešváru a Brašovu. Po tvrdých bojích u Debrecína a Segedína se i maďarští vůdcové rozhodli přejít na stranu Spojenců. Maršál Miklós Horthy byl 16. října nucen na nátlak nacistů odstoupit a tak pokračovala v boji po boku Němců jen část maďarských nacistů. Do prosince se fronta na jihu dostala až k Budapešti, kde se rozpoutala série ozbrojených srážek po tom, co se Sovětům podařilo město obklíčit. Tyto boje měly také přispět k odlákání části německých sil z Polska.
Na podzim 1944, když se po 650 km zastavil postup Rudé armády v Polsku, začala 8. září Karpatsko-dukelská operace. jejímž cílem měla být podpora Slovenského národního povstání a rychlé obsazení Slovenska. Slovenské národní povstání vyvolané předčasnou aktivitou partyzánských skupin na středním Slovensku začalo ve večerních hodinách 29. srpna 1944 a v německém týlu se udrželo v těžkých podmínkách do 27. až 28. října, kdy se Němcům podařilo obsadit povstalecké centrum, kterým bylo město Banská Bystrica. Hlavní silou povstání byla povstalecká 1. československá armáda. Kromě nepříliš efektivně řízené činnosti partyzánských skupin poskytl Sovětský svaz povstalcům značnou pomoc. Stalin však nedovolil svým vojskům pomoci Polákům, kteří se zapojili do Varšavského povstání. Varšava byla osvobozena až 17. ledna 1945.
Při průniku do jižní Evropy, která byla pro SSSR pouze vedlejším bojištěm Sovětům výrazně pomohlo místní obyvatelstvo. Po Rumunsku, které přešlo na stranu spojenců koncem srpna Sověti vyhlásili válku Bulharsku. To do té doby zůstávalo jako jediný ze východoevropský spojenec nacistického Německa vůči SSSR v pasivitě. V zemi následně propukl převrat. Bulharsko tedy podobně jako Rumunsko přešlo na stranu spojenců a podílelo se na bojích proti nacistům v okolních zemích. V Jugoslávii se na osvobozování země ve velké míře podíleli domácí partyzáni, kteří aktivně spolupracovali s rudou armádou – 3. ukrajinským frontem a také jugoslávskou národně osvobozeneckou armádou. 20. října 1944 se sovětským vojskům ve spolupráci s jugoslávskými partyzány pod vedením J. Tita podařilo osvobodit Bělehrad. Do začátku zimy se partyzánům podařilo získat kontrolu nad celou východní částí země – Srbskem, Makedonií, Černou Horou a také většinou dalmatského pobřeží. Wehrmacht a vojska Ustašovců samostatného Chorvatského státu vytvořili opevněnou linii v oblasti Srem, která se udržela až do začátku roku 1945. Na jaře 1945 partyzáni dovršili osvobozování zbytku země.

### Berlínský směr a poslední boje v Evropě

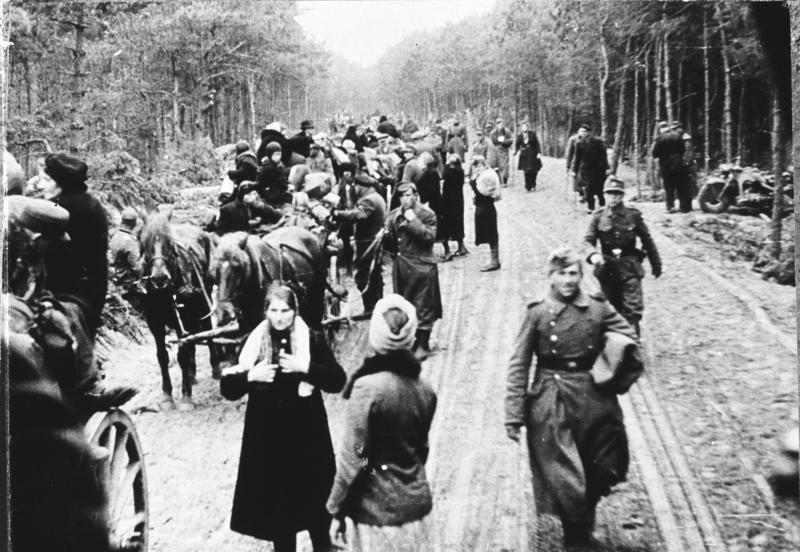
Němečtí uprchlíci z východního Pruska, únor 1945

Wilhelm Keitel podepisuje německou kapitulaci

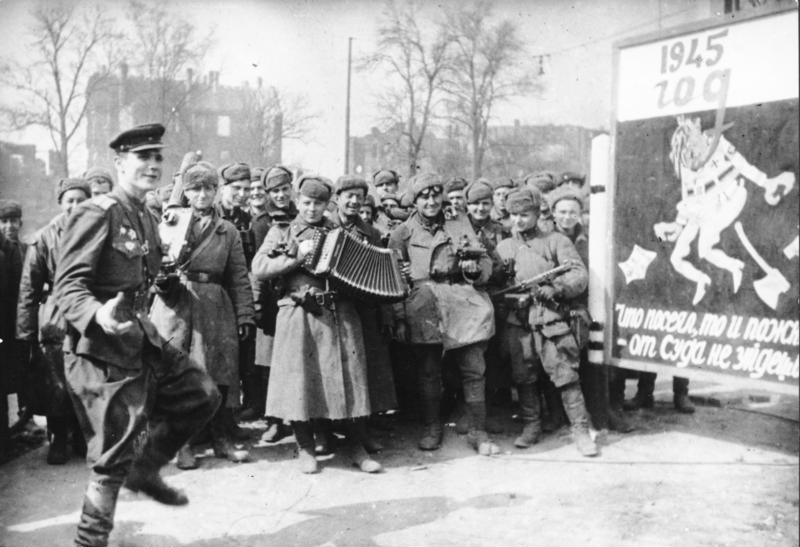
Sovětští vojáci v Berlíně slaví, 2. května 1945

12. ledna začala Viselsko-oderská operace, při níž během 14 dnů rudá armáda postoupila o 700 km až k Odře, kterou 24. ledna 1945 překročila, a boje při Východopruské operaci, jejichž konečná fáze začala 13. ledna, posunuly frontu do Německa a bezprostředně ohrozily Berlín. Mezitím byla intenzivními útoky poutána skupina armád Sever, která se pokoušela bránit na baltském pobřeží. 25. dubna byl dobyt Královec, který padl po tvrdých bojích, čímž Rudá armáda vstoupila na vlastní území Velkoněmecké říše. Na podzim při ofenzívě v Pobaltí byla odříznuta německá skupina armád Sever, z níž se některým mužům podařilo uniknout.
Zatím se 4. až 11. února 1945 konala Jaltská konference spojenců na Krymu. V únoru pokračovaly útoky sovětských vojsk v Maďarsku a na Slovensku, v březnu se přenesly boje do Rakouska a v dubnu v rámci Bratislavsko-brněnské operace a Ostravské operace na Moravu.
Začátkem dubna 1945 začal útok na Berlín. Situace však nebyla jednoduchá. Němci celý úsek sovětského postupu opevnili a byli ho ochotni rozhodně bránit. Nasadili i jednotky Volkssturmu. Navíc na vlastním území začali obzvlášť intenzivně aplikovat taktiku spálené země. Žukovův 1. běloruský front i kvůli zbytku skupiny armád Visla tvrdošíjně bránící nejkratší směr na Berlín na Seelowských výšinách proto postupoval s obtížemi. Rychleji zatím postupoval Koněvův 1. ukrajinský front, který tak dostal možnost zaútočit na město také. 19. dubna Sověti prorazili přes německou linii na Seelowských výšinách a v den Hitlerových 56. narozenin začali ostřelovat Berlín. O deset dní později, v období, kdy zuřily pouliční boje jen několik stovek metrů od Říšského kancléřství spáchal Hitler 30. dubna 1945 sebevraždu. Krvavé boje pokračovaly ještě dva dny. V ruinách hlavního města Třetí říše a na přístupech k němu padlo asi 90 až 150 000 sovětských vojáků.
5. května začalo v Praze povstání. Stalin proto rychle vyslal armádu pod vedením maršála Koněva na zajištění Prahy před početnými německými vojsky ustupujícími na západ. 3. května se jednotky 2. běloruského frontu spojily se spojeneckými silami Montgomeryho 21. armádní skupiny u Výmaru.
7. května 1945 podepsali Němci za přítomnosti představitelů západních Spojenců bezpodmínečnou kapitulaci v Remeši. Jejich vojska na východě pokračovala v bojích a ústupu na západ, aby se mohla vzdát Britům nebo Američanům. Sověti kvůli nepřítomnosti svých představitelů[zdroj⁠?!] na aktu kapitulace i faktu, že jejich nepřítel navzdory kapitulaci nesložil zbraně, požadovali její zopakování. Událo se tak 8. května 1945 na předměstí Berlína Karlshorst. Za sovětskou stranu podepsal kapitulaci Georgij Žukov, ale přítomen byl i Andrej Vyšinskij. Za Němce podepsali kapitulaci Hans-Georg von Friedeburg, Hans-Jürgen Stumpff a Wilhelm Keitel, za Brity Arthur William Tedder, za Američany Carl Spaatz a za Francouze Jean de Lattre de Tassigny. Klid zbraní měl začít platit po 23. hodině středoevropského času, kvůli posunu času byl však v té době v Moskvě již 9. květen. Druhá světová válka v Evropě tak oficiálně skončila. Množství německých jednotek se však nadále pokoušelo probít na západ. Proto se například v Česku bojovalo ještě 11. května.
24. června 1945 se na Rudém náměstí v Moskvě konala slavnostní přehlídka vítězných vojsk Rudé armády.

### Sovětští spojenci

#### Rumunsko

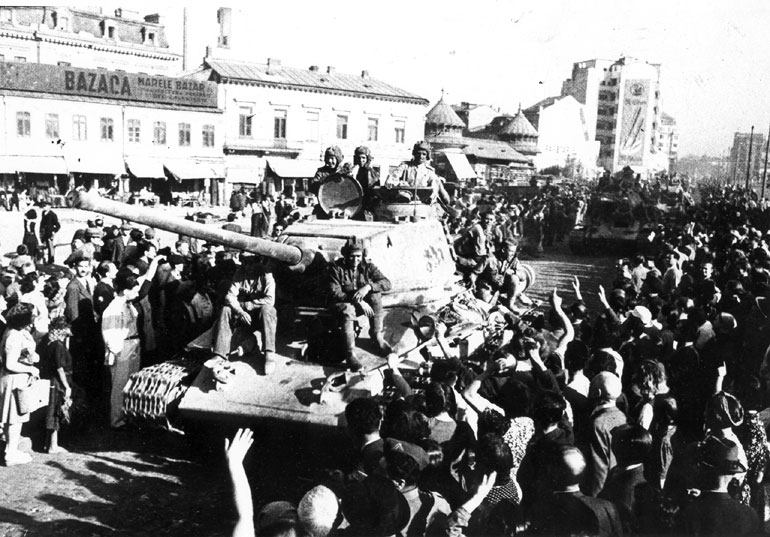
Osvobození Bukurešti Rudou armádou v srpnu 1944

Rumunsko se původně jako spojenec nacistického Německa připojilo k tažení proti SSSR. Vůdcem Rumunska během války byl ministerský předseda, generál Ion Antonescu, který byl v podstatě hlavou vojenské diktatury. Rumunská vojska se zúčastnila bojů na Ukrajině, Krymu a u Stalingradu, kde utrpěla velmi těžké ztráty. V tomto období Rumunsko začalo hledat způsob jak jednat se Stalinem o míru. Mladý král Michal nakonec Antonesca zatkl a nařídil 23. srpna 1944, když sovětské jednotky pronikly na území země, kapitulaci všech sil, které stály proti Sovětům. Stalin si tak zajistil politický vliv v zemi po válce. Rumuni se navíc zavázali poskytnout Sovětům vojenskou pomoc. Namísto žádaných 12 divizí však nasadili prakticky všechny své síly – asi 20 divizí. Nejprve se podíleli na vyhnání Němců ze svého území, později asistovali při dobytí Maďarska a Československa. Rumunsko mělo na konci války druhou největší armádu na východní frontě a jeho vojenské síly co do počtu mužů představovaly čtvrtou největší spojeneckou armádu v Evropě.

#### Polsko

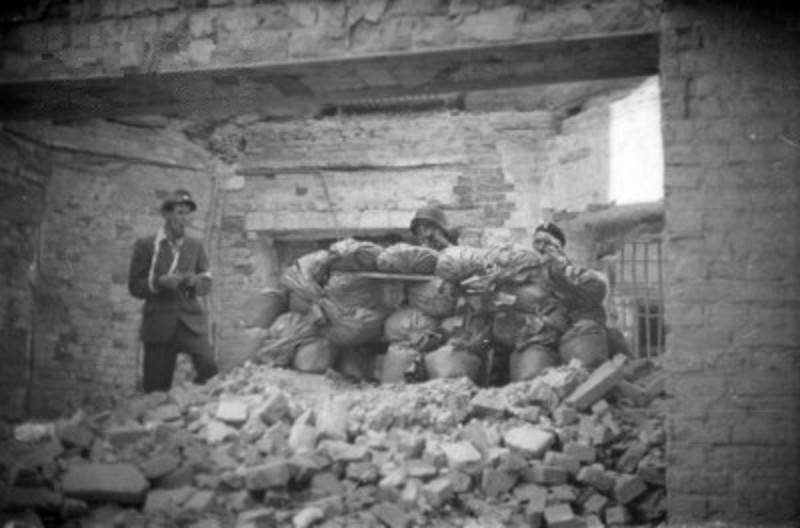
Polští povstalci ve Varšavě během povstání

Polsko se na začátku války ocitlo v táboře sovětských nepřátel a sovětské orgány na územích, které Stalin získal na začátku války uskutečnily mnoho válečných zločinů. Později, po začátku německo-sovětské války, byl z polských válečných zajatců zformován již v srpnu 1941 sbor o síle 96 000 mužů. Ale kvůli konfliktům mezi sovětským velením a polskou exilovou vládou v Londýně, která je formálně řídila, došlo v srpnu 1942 k odsunu asi 74 000 mužů a množství civilistů pod velením gen. Anderse přes Írán na Blízký východ, kde podporovali britské síly a později se zapojily i do bojů v jižní a západní Evropě. Vztahy obou zemí se výrazně narušily i po tom, co během války Němci zveřejnili informace o katyňském masakru polských zajatců. V SSSR však nadále zůstalo množství komunistů a ti organizovali nejprve 1. polskou pěchotní divizi. Jednotka byla nasazena v říjnu 1943 do bojů v Mogiljevsé oblasti v Bělorusku. V průběhu roku polské vojsko v SSSR narostlo natolik, že zformovalo 1. polskou polní armádu s 5 divizemi o síle asi 107 000 mužů. Velel jí gen. Zygmunt Berling. V pozdější fázi bojů sovětská a polská vojska vstoupila na polské území. Sověti zde organizovali komunistickou vládu, tzv. Lublinský výbor. V březnu polské vojsko na východní frontě dosáhlo početný stav přes 400 000 mužů ve 14 divizích. Velitelem polských vojsk byl maršál Michał Rola-Żymierski. Polská vojska se kromě osvobozování svého území podílela i v bitvě o Berlín.

#### Československo
Na podzim 1941 došlo k dohodě mezi sovětskou vládou a československou exilovou vládou v Londýně o výstavbě jednotky na sovětském území. Nová československá jednotka se začala vytvářet ve městě Buzuluk na Uralu. Problémem bylo propouštění osob, které se nacházely v sovětských zajateckých táborech, ze kterých nebyla více než polovina reálné propuštěna, komplikací byl i špatný fyzický stav mnoha propuštěných, což se podepsalo pod pomalé tempo budování nové jednotky. 1. československý polní prapor vznikl v Buzuluku 12. února 1942 a po 4 měsících dosáhl plného početního stavu. Začátkem roku 1943 byl nasazen na frontě při ústupu sovětských vojsk z oblasti Charkova v tzv. bitvě u Sokolova. Československá jednotka byla postupně od května 1943 rozšiřována a dosáhla síly brigády (květen 1944) a později armádního sboru (prosinec 1944).
Začátkem roku 1944 bylo z řad československých letců v RAF vybráno 21 dobrovolníků, kteří odešli do SSSR, kde vytvořili základ Prvního stíhacího pluku. Jednotka byla nasazena během slovenského národního povstání a později podporovala sovětské síly během bojů v Polsku. Letecké síly československa nakonec zformovaly smíšenou leteckou divizi. Ze slovenských zajatců byla v průběhu roku 1944 vybudována 2. paradesantní brigáda. Ta se zapojila nejprve do bojů Karpatsko-dukelské operace a později byla přesunuta na podporu SNP. Zbytek sil sboru podporoval sovětské snahy při postupu Karpaty a v bojích na Slovensku. Zúčastnil se i bojů o Liptovský Mikuláš. Část sil byla nasazena při bojích v Polsku. Sbor později pronikl přes Slezsko do Československa a zúčastnil se osvobozování země. Celkově měl sbor 18 087 vojáků, spolu s týlovými jednotkami jeho početní stav dosahoval 31 725 lidí. V období bojů na československém území dosáhl početní stav kolem 60 000 mužů.

### Boje na Dálném východě
Sovětské ozbrojené síly se v souladu s dohodami s Američany a Brity od jara 1945 připravovaly na boj proti císařskému Japonsku. Tyto boje, které začaly 9. srpna 1945 však netrvaly ani týden. Japonská Kwantungská (mandžuská) armáda o síle přibližně milionu mužů se vzdala 15. srpna. Sovětské útoky urychlily kolaps Japonska a zajistily Sovětskému svazu zisk Kuril a jižní části ostrova Sachalin, ztracených po rusko-japonské válce. Spojeným státům japonská vojska vzdorovala ještě dva týdny a kapitulovala až po použití atomových bomb nad vlastním územím 2. září 1945.

## Bilance a ztráty

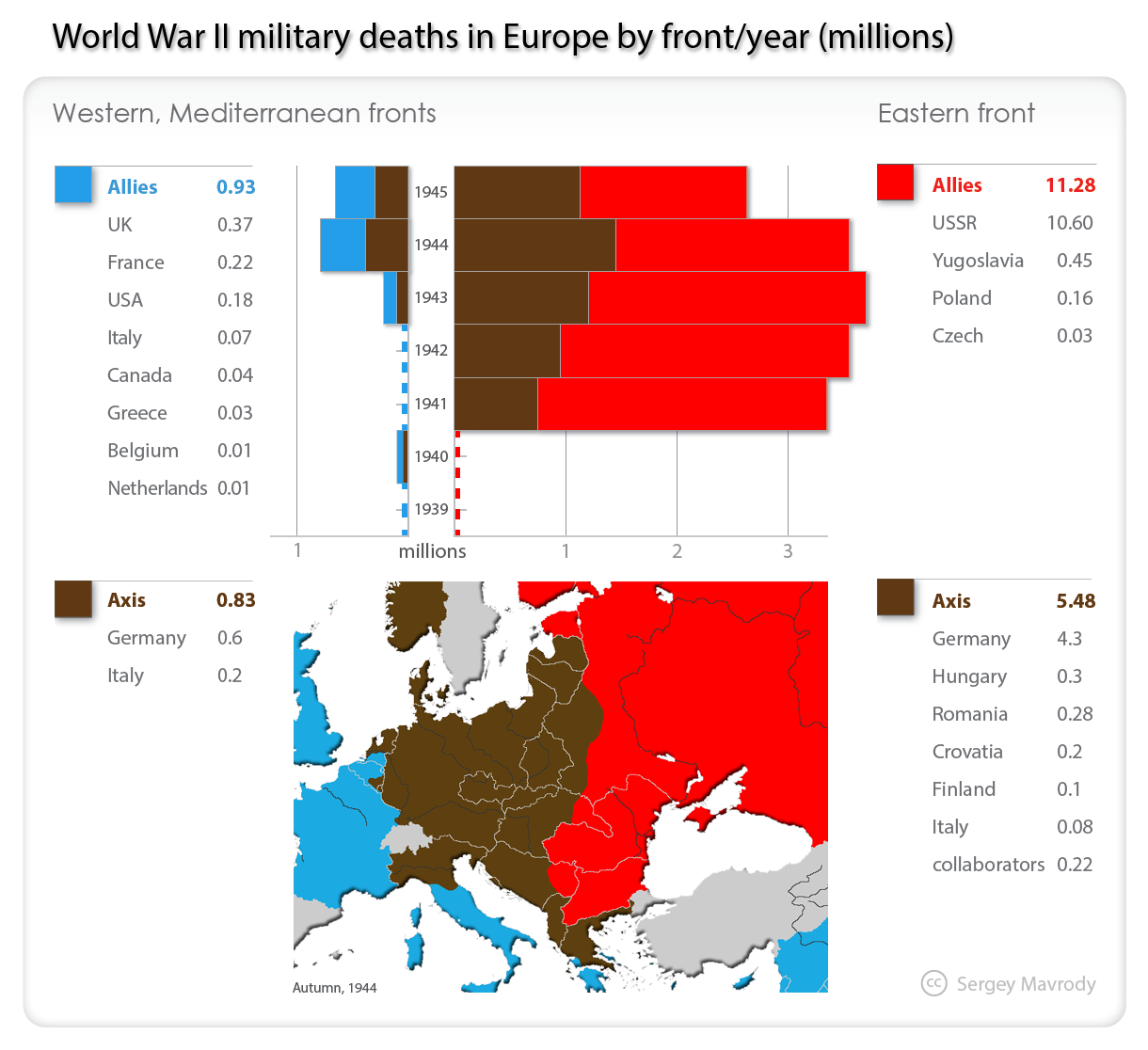
Druhoválečné vojenské ztráty v Evropě podle bojiště a roku

Do bojů se zapojily miliony jednotek vojsk Osy a SSSR po nejrozlehlejším území ve vojenské historii. Sovětský svaz byl jedinou velmocí, která bojovala celou válku pouze na jedné frontě. Bylo to zdaleka jedno z nejsmrtelnějších samostatných bojišť druhé světové války s více než 10 miliony padlých na sovětské straně (z toho 3,6 milionu zemřelo v německém zajetí); na jeho bojištích jen mezi lety 1941 a 1943 ztratila Rudá armáda 570 střeleckých divizí. Sovětský svaz odhadl celkové ztráty zpočátku na 20, později 27 milionů obyvatel, z toho nejméně 11,7 milionu na frontě. Téměř milión sovětských vojáků byl během války odsouzen za zločiny vůči vlastní zemi: 376 300 bylo polními soudy označeno za dezertéry, panikáře nebo zbabělce a bylo popraveno, 422 700 jiní se z nejrůznějších (často stejných) příčin dostali do trestních jednotek (přeřazení obvykle znamenalo jistou smrt nebo těžké zranění). Vojenské ztráty osy byly více než 5 milionů (z toho 800 000 zemřelo v sovětském zajetí). Další údaj ze ztrát Osy uvádí, že většina z 2 000 000 osob německého vojenského personálu uvedených v seznamu chybí nebo jsou po skončení války nezvěstní. Rüdiger Overmans uvádí, že se zdá zcela věrohodné, i když to není prokazatelné, že polovina z těchto mužů byla zabita v akci a druhá polovina zemřela během dlouholetého pobytu v sovětských zajateckých táborech na Sibiři. Tito zajatci se směli do Německa vrátit až po Stalinově smrti.
Odhadované civilní ztráty jsou v rozmezí od asi 14 do 17 000 000. Více než 11,4 milionu sovětských civilistů v rámci hranic před rokem 1939 bylo zabito a dalších cca 3,5 milionu civilistů bylo zabito v připojených územích. Nacisté také zlikvidovali jeden až dva miliony sovětských Židů (včetně připojených území) jako součást Holocaustu. 5 milionů sovětských občanů bylo nacisty popraveno za podporu nebo účast v partyzánském hnutí. Mnoho civilistů zahynulo v okupovaných oblastech i v týlu v důsledku hladu, zimy, či během bojů. Rozvrat, který přinesla válka hlavně na okupovaném území SSSR byl nepopsatelný a obtížně kvantifikovatelný. Každý z 1 418 dní bojů na východní frontě představoval ztrátu asi 14 000 lidských životů obyvatel Sovětského svazu.
Po válce došlo také k potrestání skutečných kolaborantů, ale také k pronásledování celých národů, které podle Stalina dobrovolně kolaborovaly s Němci. Byly to například Krymští Tataři, Ingušové či Čečenci, z nichž některé na sklonku války přesídlili na Sibiř.

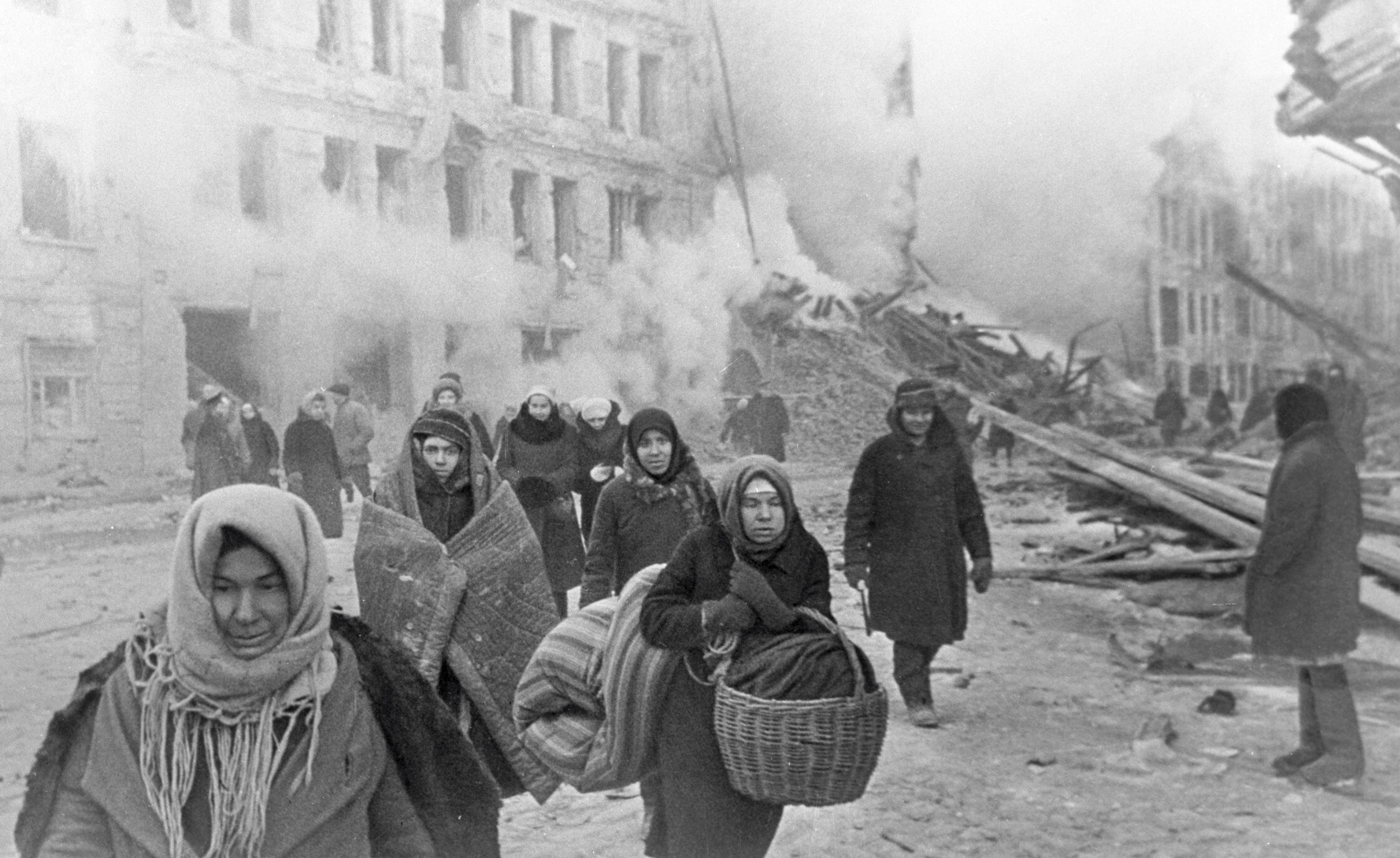
Při německé blokádě Leningradu zemřel přibližně 1 milion civilistů

Velké byly i materiální ztráty: 100 sovětských měst bylo srovnáno se zemí nebo silně poškozeno, mezi nimi i Leningrad – 2. největší město v zemi nebo Kyjev, Charkov, Minsk – největší města na Ukrajině a v Bělorusku. Stejně bylo postiženo asi 70 000 vesnic. Bez přístřeší zůstalo téměř 25 milionů lidí. Bylo zničeno 65 000 kilometrů železničních kolejí, 32 000 továren nebo průmyslových podniků, 98 000 kolchozů, 1876 sovchozů a 2890 strojních a traktorových stanic. Materiální škody byly odhadnuty na 2 600 miliard sovětských rublů. Země se z válečných škod vzpamatovávala dlouhé desítky let. Životní úroveň v SSSR dosáhla předválečnou úroveň až počátkem 60. let.
V průběhu války zahynulo 841 000 rumunských občanů. Většina z nich zahynula během bojů proti Sovětskému svazu a později v zajetí. Rumunsko se v druhé polovině srpna 1944 připojilo k SSSR a bojovalo proti nacistům. V tomto období rumunské ozbrojené síly ztratily více než 160 000 osob, včetně 111 000 mrtvých nebo těžce raněných..
Podle oficiálních poválečných polských statistik z roku 1947 v Polsku zahynulo v důsledku války 6 028 000 jeho obyvatel (z původních 27 007 000 etnických Poláků a Židů). Toto číslo zahrnuje oběti holocaustu i stalinských represi, nezahrnuje však ztráty etnických Ukrajinců a Bělorusů, kteří žili na polském území. Polské vojsko bojující na východní frontě proti Němcům během bojů ztratilo 30 500 mužů. Celkově Polsko ztratilo okolo 16 % předválečného obyvatelstva. Sovětský svaz anektoval polské území, které obsadil v roce 1939. Polské hranice se však po porážce Německa mohly posunout na západ.
Československé jednotky operující na východní frontě ztratily 4 011 mrtvých, 14 202 osob bylo hospitalizováno. Přes válku zahynulo asi 365 000 obyvatel Československa. Asi 7 422 občanů Československa bylo zajištěno sovětskými orgány a násilně odvlečeno na sovětské území, kde byly většinou odsouzeni k nuceným pracím. Sovětský svaz také anektoval předtím československou Podkarpatskou Rus. Podobně jako v Polsku došlo k násilnému odsunu německého obyvatelstva.

## Činnost nacistických vojsk na okupovaných územích

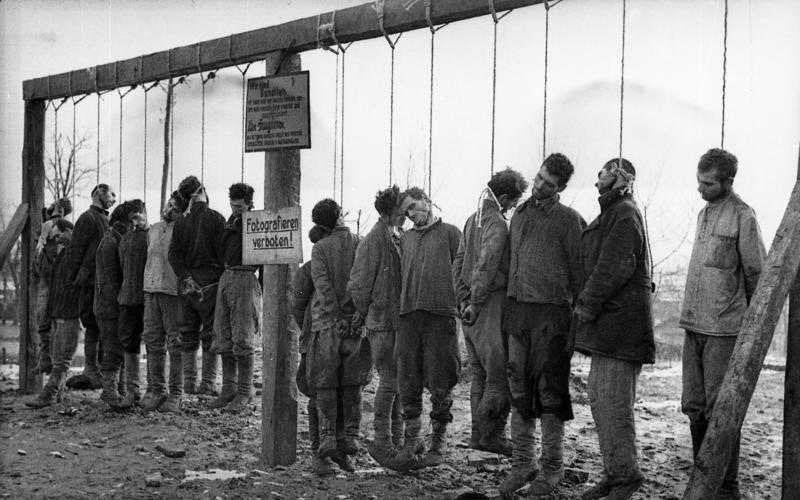
Masová poprava údajných partyzánů v Sovětském svazu

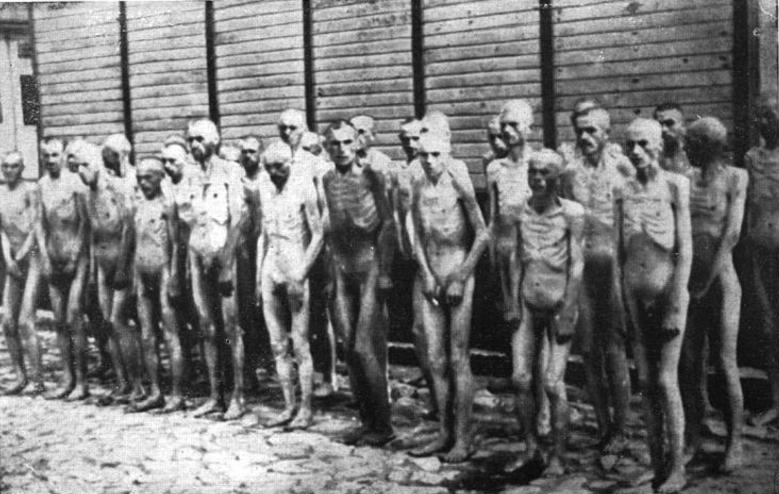
Likvidace 3 milionů sovětských válečných zajatců v letech 1941–42 byla součástí cíleného vyhubení části obyvatel SSSR a Polska tzv. Generalplan Ost.

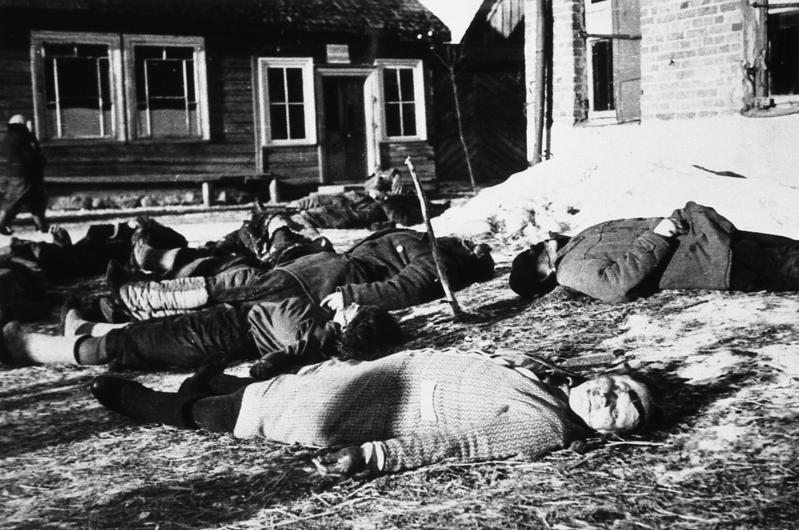
Německá okupace Běloruska si vyžádala přes 2 miliony obětí, což byla celá čtvrtina předválečné populace.

Nacistickým vojskům se podařilo jen v samotném Rusku obsadit asi 13 oblastí (podle tehdejšího administrativního dělení) byly to: Leningradská, Pskovská, Velikolukská (dnes neexistující), Smolenská, Brjanská, Kalužská, Novgorodská, Kalininská, Orelská oblast a také celou Ukrajinu, Bělorusko, Moldávii, Litvu, Lotyšsko a Estonsko. Jednalo se většinou o hustě osídlené, nejbohatší a ekonomicky nejrozvinutější části země.
Podle plánů germanizace východních území (Generalplan Ost) začala po obsazení na mnoha územích likvidace "nežádoucích elementů", v první řadě šlo o Židy a členy komunistické strany a Komsomolu. Nacisté, zejména Hitler, po vpádu do Sovětského svazu nevyužívali protisovětské nálady na ruském území v plné míře tak jako na ukrajinském a běloruskem území nebo v Pobaltských státech. Slované v jejich plánech do budoucna představovali pouze dělníky, kteří by žili v područí Němců, ostatní místní obyvatelstvo mělo být zlikvidováno nebo vyhnáno za Ural. V Pobaltí nacisté vytvořili komisariát Ostland pod vedením Hinricha Lohse. Na Ukrajině vytvořili tzv. Říšský komisariát Ukrajina, kterému vládl Gauleiter Erich Koch. Příznačné je, že hlavním městem tohoto komisariátu se stalo relativně malé asi 40-tisícové Rovno. Na ruském území Němci rozdělili obsazené oblasti na gubernie.
Na těchto územích zavedli registraci obyvatelstva, vytvořili místní samosprávu v čele se starosty, které sami vybírali. Z místních dobrovolníků také organizovali policii nebo polovojenské jednotky. Veškeré činnosti obyvatelstva organizované Němci na okupovaných územích směřovaly k podpoře německého válečného úsilí. Obyvatelé obsazených území byli nuceni pracovat v německých podnicích, založených na obsazených územích, zejména ve velkých průmyslových městech. Ve městech však nacisté přísně kontrolovali pohyb potravin s cílem městské obyvatelstvo postupně vyhladit. Obyvatelstvo muselo pomáhat při opravách strategických silnic a železnic, odklízení sněhu z vojensky důležitých silnic, odklízení ruin a při sklizních úrody, přičemž zajímavostí je, že Němci sice zrušili kolchozy (družstevní hospodářství), ale ponechali sovchozy, které pro lepší kontrolu ponechali téměř beze změny a přejmenovali je na gozchozy. Při tom museli obyvatelé okupovaných dodržovat nepřiměřené normy na "výkup" potravin, obilovin, masa a dobytka. Potraviny jim němečtí vojáci se zbraní v ruce odnímali běžně, tak jako teplé oblečení nebo cennosti. Civilní obyvatelstvo bylo často vyháněno ze svých obydlí, nuceno žít v neupravených místnostech nebo zemljankách. Zejména obyvatelé měst ve věku od 18 do 45 let museli denně tvrdě pracovat 14 až 16 hodin. Při tom jim za odmítnutí práce, nesplnění příkazů, drobné provinění, sebeobranu při napadení vojáky, či zcela bez příčiny hrozily tvrdé tresty. Ještě přísněji se trestaly sabotáže, pomoc partyzánům, členství v Komsomolu nebo komunistické straně a už samo obvinění z nich znamenalo zpravidla trest smrti.
Němci sice povolili činnost pravoslavné církve a na více místech hlavně na Ukrajině na svou stranu získali místní kněží, ale zároveň prý zničili mnoho kostelů (např. klášter u Istry, novgorodské chrámy).
Terčem se stala i ruská a slovanská kultura. Carské paláce např. v Petrodvorci byly po obsazení nacisty vypleněny. Jantarová komnata nevyčíslitelné umělecké hodnoty před německým ústupem zmizela. Znesvěceny byly i památníky ruské hudby a literatury. V památném domě Lva Tolstého v Jasné Poljaně ubytovali německé vojáky. Originály jeho zápisků použili k topení. Kolem jeho hrobu pochovali své padlé druhy. Čajkovského dům vyplenili a používali ho jako garáž pro motorky.

### Holocaust

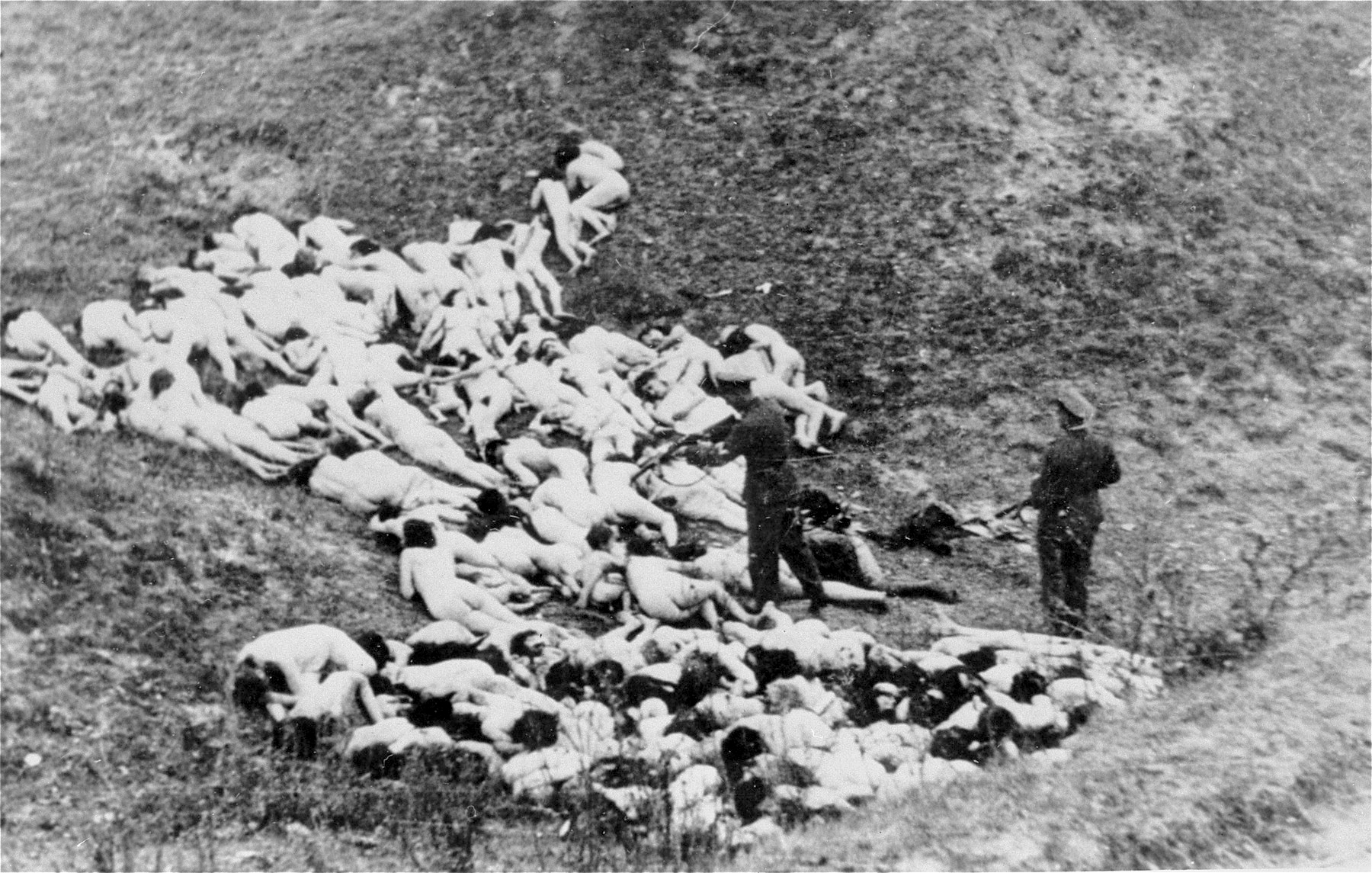
Příslušníci Einsatzgruppen vraždí židovské ženy a děti při likvidaci ghetta v Mizoči na Ukrajině v roce 1942

Nacisté v tajnosti připravili před vpádem do země několik speciálních jednotek SS, tzv. Einsatzgruppen, jejichž úkolem bylo fyzicky likvidovat nepřátele nacionálního socialismu pod krytím boje proti partyzánům. Cílem těchto jednotek byla ve skutečnosti fyzická likvidace Židů, komunistů a jakýchkoli osob, které se postaví na odpor nebo jen budou představovat potenciální hrozbu. První masové vraždy začaly již 25. června 1941 v Kaunasu. Mezi největší masové vraždy na sovětském území patřil masakr v roklině Babí Jar severně od Kyjeva, kde koncem září 1941 zastřelili nejméně 33 000 lidí, převážně Židů. Podobné popravy se odehrávaly prakticky všude, kam Einsatzgruppen přišly. Jen za prvních 5 týdnů jejich činnosti na východní frontě zlikvidovaly tyto jednotky přes 60 805 civilistů včetně žen, dětí a starců. Již v roce 1942 sám Heinrich Himmler konstatoval, že masové popravy střelnými zbraněmi nejsou vhodné, protože vrazi po čase mohli trpět duševními problémy a proto se začal zabývat novými způsoby vraždění. Brzy se začaly používat plynové vozy, nákladní automobily upravené tak, aby jejich výfukové plyny udusily oběti vezené v uzavřené zadní části vozu. Později se využíval i na kyanidu založený Cyklon B, sypaný na oběti v nevinně vypadajících sprchách.

### Násilný odsun obyvatelstva
Docházelo také k deportacím a násilnému odsunu obyvatelstva na nucené práce pro potřeby německého průmyslu. V první fázi možnost odejít do Německa dobrovolně využilo množství lidí (např. Na Ukrajině). Zanedlouho se však podmínky těchto pracujících zhoršily na úroveň vězňů koncentračních táborů – odvlečení trpěli často nedostatkem stravy, špatným zacházením a bylo s nimi nakládáno jako s méněcennými lidskými bytostmi. Do podniků v Německu bylo odvezeno kolem 5,2 milionu obyvatel.

## Partyzánská válka

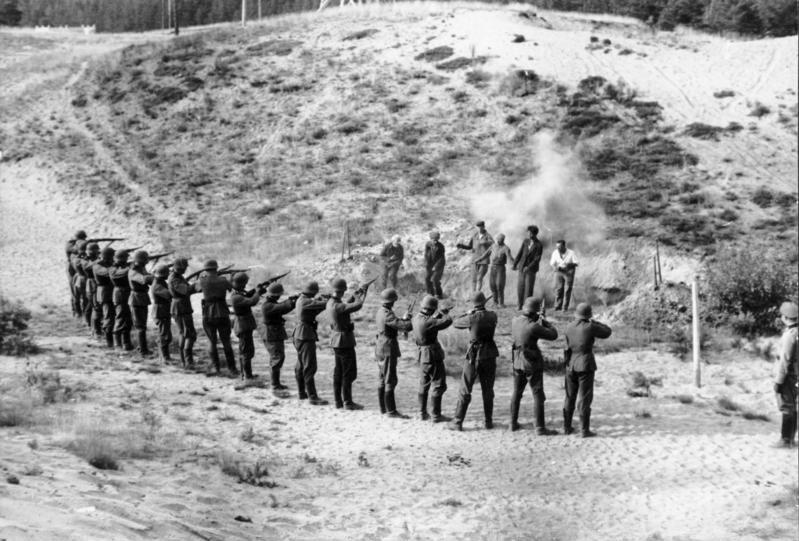
Poprava zajatých partyzánů

Partyzánská válka na okupovaných územích Sovětského svazu začala již v průběhu roku 1941. Zpočátku ale nebyla nijak organizována a vznikala doslova živelně. Za rychle postupující frontou zůstaly tisíce ozbrojených sovětských vojáků, mnoha jiným se podařilo uniknout ze zajateckých táborů a skrývali se v lesnatých oblastech, v močálech či v podzemí měst jako byla Oděsa nebo Kerč. Třetí říše, která měla ambici vykořenit bolševismus, si svým bezohledným chováním brzy vytvořila spoustu nepřátel i mezi antikomunisty.
První oddíly jejichž úkoly bylo vést diverzní činnost v týlu nepřítele byly zvláštní vycvičení příslušníci NKVD. Kdyby Stalin a další kompetentní více dbali i o podobné složky vojsk, které draze cvičili od konce občanské války, pro případ nečekané agrese a napadení země, mohly by mít k dispozici tisíce partyzánských organizátorů rozptýlených po celém obsazeném území. Spolu s nimi předem připravené mrtvé schránky, ale i tajné sklady s municí, zbraněmi a výbušninami, tak potřebné pro vedení partyzánské války. To vše mohlo fungovat nebýt zbytečných stalinových čistek, při kterých zlikvidovali většinu takto vycvičených osob, kterých se zřejmě sám Stalin začal obávat. V období napadení SSSR bylo v zemi pouze mizivé množství takto vycvičených organizátorů partyzánské války.
Ať už byly okolnosti a možnosti vést partyzánskou válku jakékoliv, mnohé oblasti země byly pro vedení takové formy boje velmi vhodné. Šlo zejména o lesnaté a močálové oblasti na bělorusko-ukrajinském a ruském pohraničí. Právě v těchto oblastech se nacházelo mnoho rozptýlených vojáků Rudé armády, kteří z vlastní iniciativy dlouhodobě škodili německému týlu. Skutečná pomoc partyzánům však začala až v květnu 1942, kdy byl při Stavce hlavního velení založen takzvaný Hlavní štáb partyzánského hnutí (HŠPH) v čele s Ponomarenkem. Tato podpora se začala projevovat až v roce 1943. Partyzáni na některých územích mimo dosah německých vojsk vytvářeli samostatné partyzánské oblasti, ve kterých dokonce vybírali daně. Partyzáni vedli dlouhodobě útoky a sabotáže železnic, vázali tak na sebe 22 divizí vojsk Osy, které nemohly být použity na frontě. Pomohli také jednotkám Rudé armády při ofenzivní části bitvy v Kurském oblouku, při osvobozování pravobřežní Ukrajiny a Běloruska. Část partyzánských skupin ustupovala za německou linií až do Polska a na Slovensko, kde se zúčastnila Slovenského národního povstání.
Mezi největší partyzánské jednotky v Sovětském svazu patřily oddíly pod vedením A. Saburova a S. A. Kovpaka. Přesné odhady výsledků sabotážních akcí sovětských partyzánů nebudou nikdy k dispozici. Cifry uváděné sovětskými zprávami mohly být často záměrné přehnané. Ale ani samotní Němci nevyvraceli skutečnost, že partyzánské hnutí, které se rozhořelo v Sovětském svazu, představovalo pro jejich napjaté zásobování nemalý problém. V době největšího rozmachu v roce 1943 působilo v partyzánském hnutí zhruba 250 000 bojovníků.

## Přechod ke studené válce

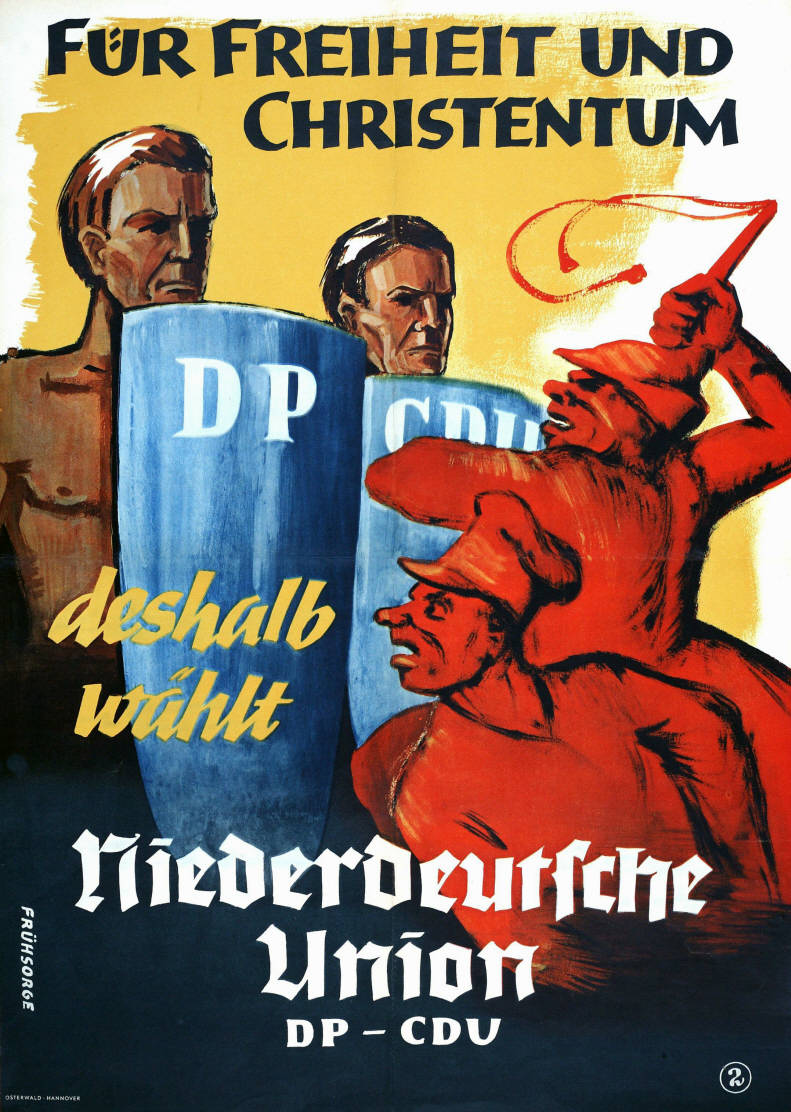
Volební plakát CDU v západním Německu v roce 1951

Po skončení bojů a porážce Japonska se začaly vztahy bývalých Spojenců rychle zhoršovat. Způsobovala to zejména Stalinova agresivní a arogantní politika vedoucí k rozpínání totalitních diktatur sovětského typu. Velká část obyvatelstva Sovětského svazu však viděla prizmatem svých zkušeností z bojů na východní frontě poválečné zhoršení vztahů se západními zeměmi a tím i ohrožení bezpečnosti své vlasti jako opětovné nebezpečí války. Proto v Sovětském svazu veřejnost, kterou navíc ovlivňovala i propaganda, nikdy zásadně neprotestovala proti velkým výdajům na obranu a z toho vyplývajícímu zbrojení. Jasným důkazem vzniku studené války je doba vzniku Nato a Varšavské smlouvy jako ozbrojených paktů východního a západního světa. 